# 帕維亞

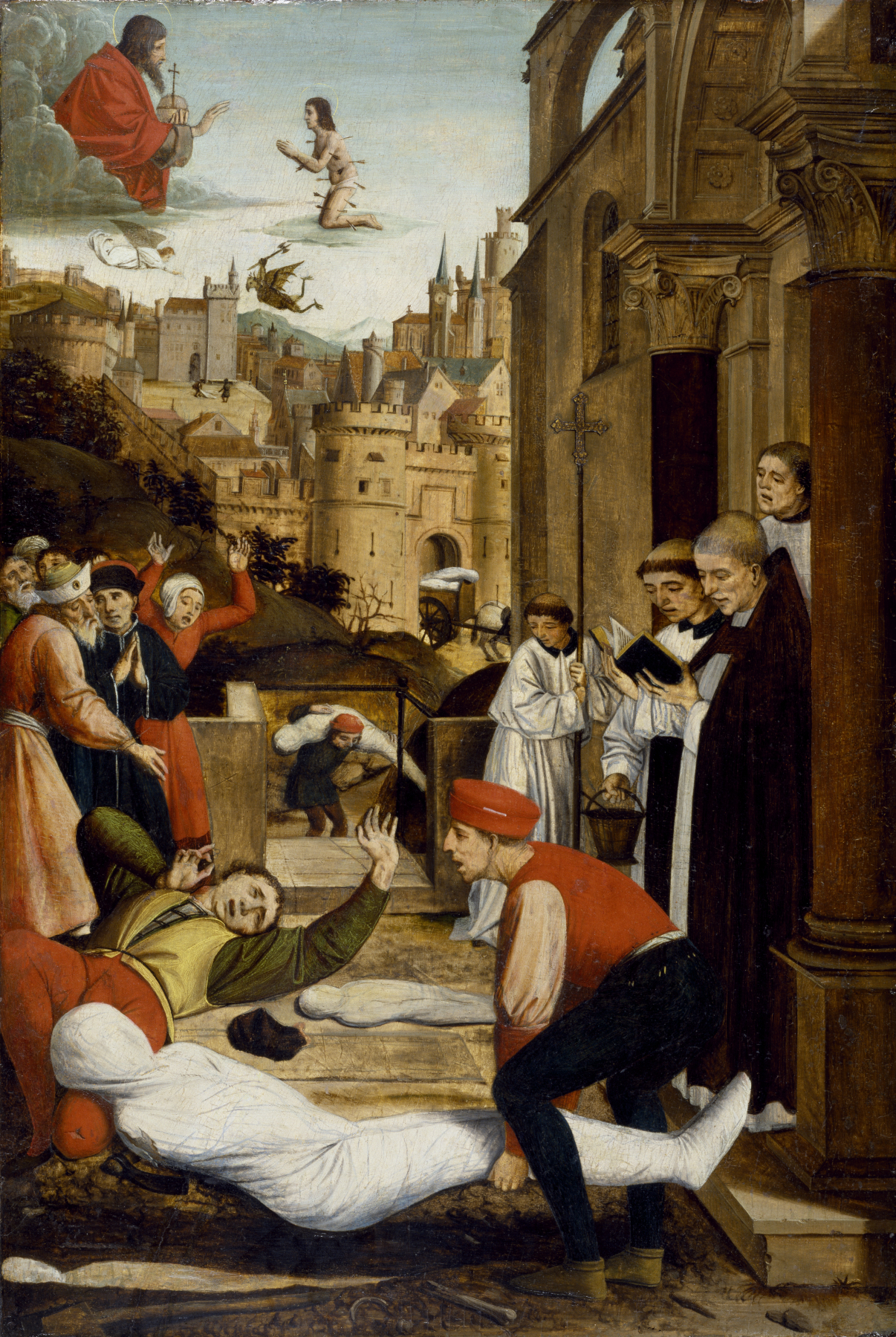
Josse Lieferinxe描繪的7世紀帕維亞瘟疫爆發場景，沃爾特斯藝術博物館

帕維亞（義大利語：Pavia，義大利語：[paˈviːa] ⓘ；倫巴第語：Pavia）是意大利西北部伦巴第大区帕維亞省的首府，位於倫巴第西南部提契諾河下游靠近波河交匯處，東北距離米蘭約35（22英里）。帕維亞的歷史可以追溯到前羅馬時期。568至774年間，曾是倫巴第王國的首都。
帕維亞市內遍佈古跡，帕维亚主教座堂是義大利境內第四大主教座堂。

## 名称
在罗马时代，帕维亚被称为提契努姆。它开始被称为Papia，Pavia从伦巴第时代开始，是意大利为数不多的在中世纪早期改名的罗马自治城镇之一。现代名称的起源至今仍不确定。

## 历史

### 早期历史
帕维亚的历史可以追溯到前罗马时代，据老普林尼说，帕维亚是由利古里亚或凯尔特-利古里亚两个部落拉维人和马里奇人建立的，而托勒密则将其归因于凯尔特人因苏布雷部落。这座罗马城市被称为提契努姆，是罗马帝国时期的一个自治城镇和一个重要的军事遗址（兵营）。它最有可能始于公元前218年执政官普布利乌斯·康内留斯·西庇阿建造的一个小型军营，以守卫他在提契诺河上建造的一座木桥，当时他正在寻找汉尼拔，据传汉尼拔已经率领军队越过阿尔卑斯山进入意大利。此后不久，罗马和迦太基的军队发生了冲突，罗马人在汉尼拔手中遭受了许多惨败中的第一场，执政官本人几乎丧命。这座桥被摧毁了，但当时是波河河谷最前沿的罗马军事前哨的设防营地在漫长的第二次布匿战争中幸存下来，并逐渐演变为一个驻军城镇。
它的重要性随着艾米利亚大道从阿里明乌姆（里米尼）延伸到波河（公元前187年）而增加，波河穿越普拉森蒂亚（皮亚琴察）后分叉，一条分支通往梅蒂奥拉努（米兰），另一条分支前往提契努姆，然后到达劳梅勒姆（洛梅洛），在那里它再次分岔，一条支流通往维塞勒（韦尔切利），然后到达埃珀雷迪亚（伊夫雷亚）和奥斯塔，另一个分支通往瓦伦蒂亚，然后到达奥古斯塔陶里诺姆（都灵）。
这座城镇建在有方形街区的平地上。“cardo-Maximus（南北）”大道对应于目前通往罗马桥的新大路，而“decumanus（东西）”大道则对应于卡沃尔街道和曼奇尼街道。在历史中心的大部分街道下，仍然有罗马下水道系统的砖制管道，这些管道在整个中世纪和现代一直持续运作，直到1970年左右。

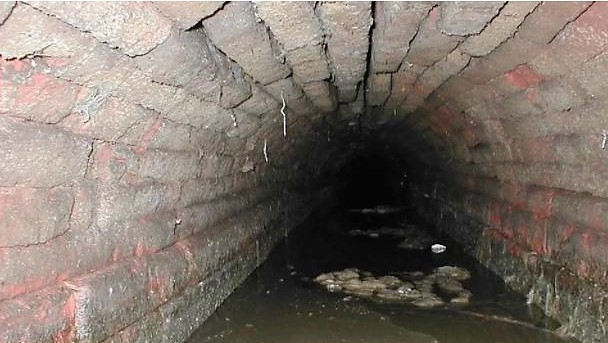
帕维亚历史中心下方的罗马下水道系统

帕维亚是一个重要的军事遗址（271年，奥勒良皇帝在城市附近击败了尤图恩吉人），因为它很容易通过提契诺河和波河通往亚得里亚海，也因为它的防御结构。
325年，都尔的玛尔定跟随他的罗马军官父亲来到帕维亚。公元273年至326年间，帕维亚是一个重要的罗马造币厂所在地。西罗马帝国最后一位皇帝罗慕路斯·奥古斯都（475-476年在位）的统治于公元476年在帕维亚结束，罗马统治因此在意大利结束。:61-63罗慕路斯·奥古斯都虽然被认为是西罗马帝国的最后一位皇帝，但实际上是篡位者；他的父亲欧瑞斯特废黜了前任皇帝尼波斯，并于475年将年轻的罗慕路斯·奥古斯都提升到拉文纳的王位上。:61-63虽然罗慕路斯·奥古斯都是皇帝，但他只是他父亲欧瑞斯特的傀儡，在罗慕路斯·奥古斯都短暂的统治期间，他实际上行使了权力并统治了意大利。:61-63罗慕路斯·奥古斯都统治开始十个月后，欧瑞斯特的士兵在他的一位名叫奥多亚塞的军官的指挥下，于476年在帕维亚市叛乱并杀害了欧瑞斯特:64。奥多亚塞反抗欧瑞斯特起义的一部分发生的骚乱引发了大火，烧毁了帕维亚的大部分地区，以至于奥多亚塞作为意大利的新国王，不得不暂停该市的税收五年，以便为其恢复提供资金。:64失去父亲的支持，罗慕路斯·奥古斯都无能为力。奥多亚塞没有杀死罗慕路斯·奥古斯都，而是以每年6000索利多币的价格向他发放养老金，然后宣布西罗马帝国结束，他自己成为新意大利王国的国王。:64
奥多亚塞作为意大利国王的统治并没有持续多久，因为在488年，由他们的国王狄奥多里克领导的东哥特人入侵了意大利，并对奥多亚塞发动了战争。:19经过5年的战斗，狄奥多里克击败了奥多亚塞，并于493年3月15日在一场旨在谈判两位统治者之间和平的宴会上暗杀了奥多亚塞。:26随着位于意大利北部的东哥特王国的建立，狄奥多里克开始了他庞大的公共建筑计划。帕维亚是西奥多里克选择修复和扩建的几个城市之一。:42他开始建造庞大的宫殿建筑群，几十年后最终成为伦巴第王国君主的住所:38。狄奥多里克还委托在帕维亚建造了罗马风格的圆形剧场和浴室综合体；:42在七世纪，这些将是东罗马帝国以外欧洲为数不多的仍在运作的浴室建筑群之一:38。在狄奥多里克统治末期，基督教哲学家波爱修斯于522年至525年被监禁在帕维亚的一座教堂，随后因叛国罪被处决。:219-222在波爱修斯被囚禁在帕维亚期间，他写了他的开创性著作《哲学的慰藉》。:223-225

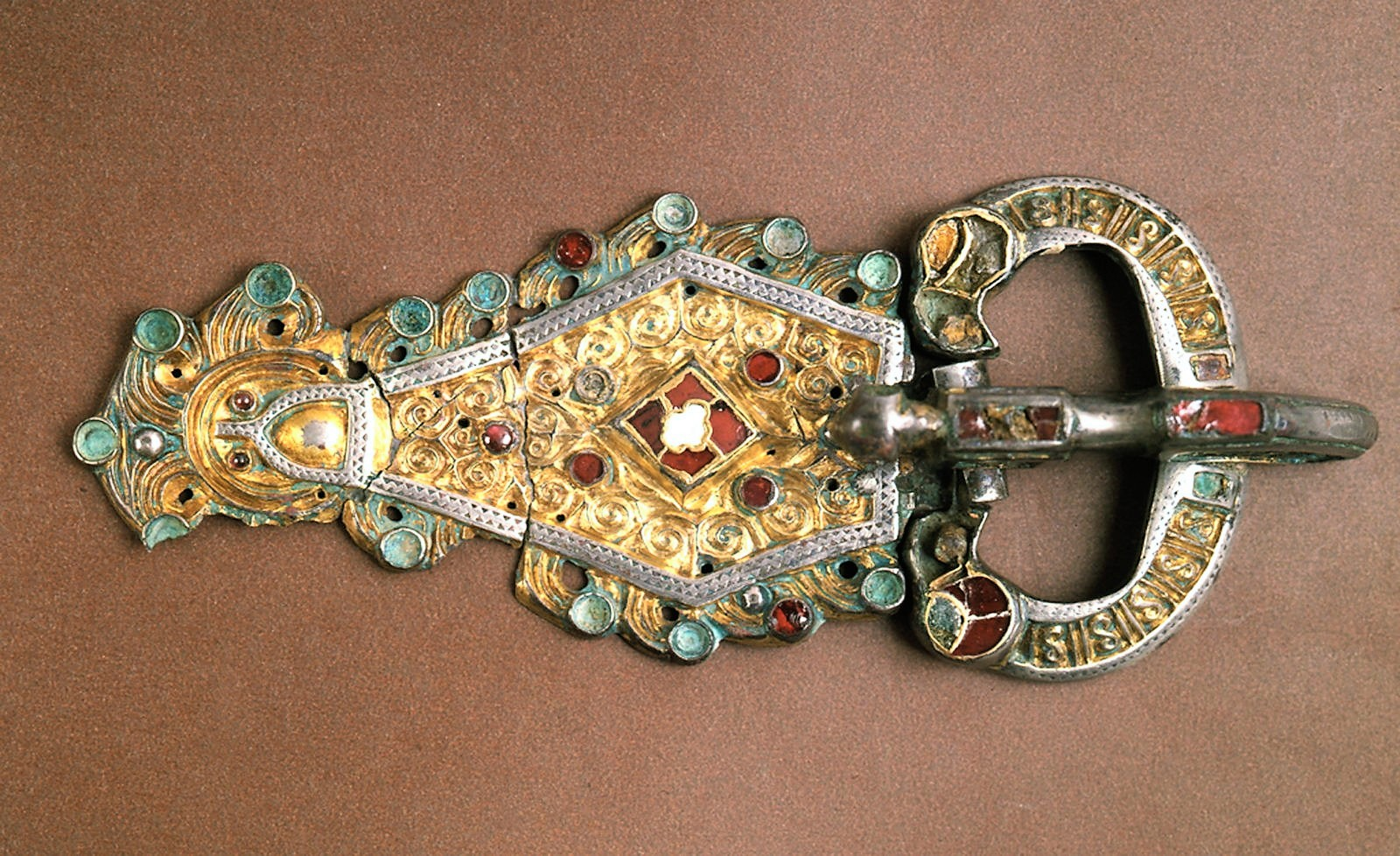
东哥特皮带扣，收藏于帕维亚市民博物馆

帕维亚在535年开始的东罗马帝国与东哥特人之间的战争中发挥了重要作用。:95在东罗马将军贝利撒留于540年战胜东哥特领导人维蒂吉斯并拿下位于意大利的大部分东哥特领土后，帕维亚是继续战争并反对东罗马统治的东哥特抵抗运动的最后中心之一。:95-96540年东哥特领导层投降后，仍有1000多人驻扎在帕维亚和维罗纳，致力于反对东罗马统治。:96自540年帕维亚成为东哥特王国的永久首都以来，它一直是宫廷和皇家国库的稳定所在地。像帕维亚这样的要塞对入侵部队的抵抗力使东哥特统治的一些地区苟延残喘，直到在561年被彻底击败。:9
帕维亚和意大利半岛在东罗马帝国的统治下并没有持续多久，因为在公元568年，一个新的民族入侵了意大利：伦巴第人（也称为隆戈巴德人）。:22在568年入侵意大利时，伦巴第人由他们的国王阿尔博因（560-572年在位）领导，他成为意大利第一位伦巴第国王。568年，阿尔博因占领了意大利北部的大部分地区，但569年，他的前进被设防城市帕维亚阻止。:79在提契努姆围城100多年后，保罗执事所著的《伦巴第人史》提供了这一时期为数不多的记录之一：“提契努姆（帕维亚）城在此时勇敢地抵抗了三年多的围城，而伦巴第人的军队仍在西边。与此同时，阿尔博因在赶走士兵后，占领了远至托斯卡纳的一切，除了罗马和拉文纳以及位于海边的一些其他防御工事。”提契努姆围攻最终于572年结束，伦巴第人占领了帕维亚。:31帕维亚的战略位置和位于其中的东哥特宫殿将使帕维亚在620年代成为伦巴第帕维亚王国的主要首都和伦巴第统治者的主要住所。:147

### 伦巴第首都
在伦巴第统治下，虔诚的伦巴第基督徒君主在帕维亚建造了许多修道院、女修道院和教堂。尽管第一批伦巴第国王是阿利乌派基督徒，但这一时期的消息来源，如保罗执事，记录了阿利乌派的伦巴第人对天主教臣民的信仰非常宽容，直到690年代，阿利乌派和天主教大教堂在帕维亚共存。:188伦巴第国王、王后和贵族会建造教堂、修道院和修女院，通过奢华地装饰这些建筑来展示他们的虔诚和财富，在许多情况下，这些建筑将成为那个人的墓所，就像格里莫阿尔德（662-671年在位）的情况一样，他在帕维亚建造了圣安布罗焦教堂，并在671年去世后埋葬在那里。:100

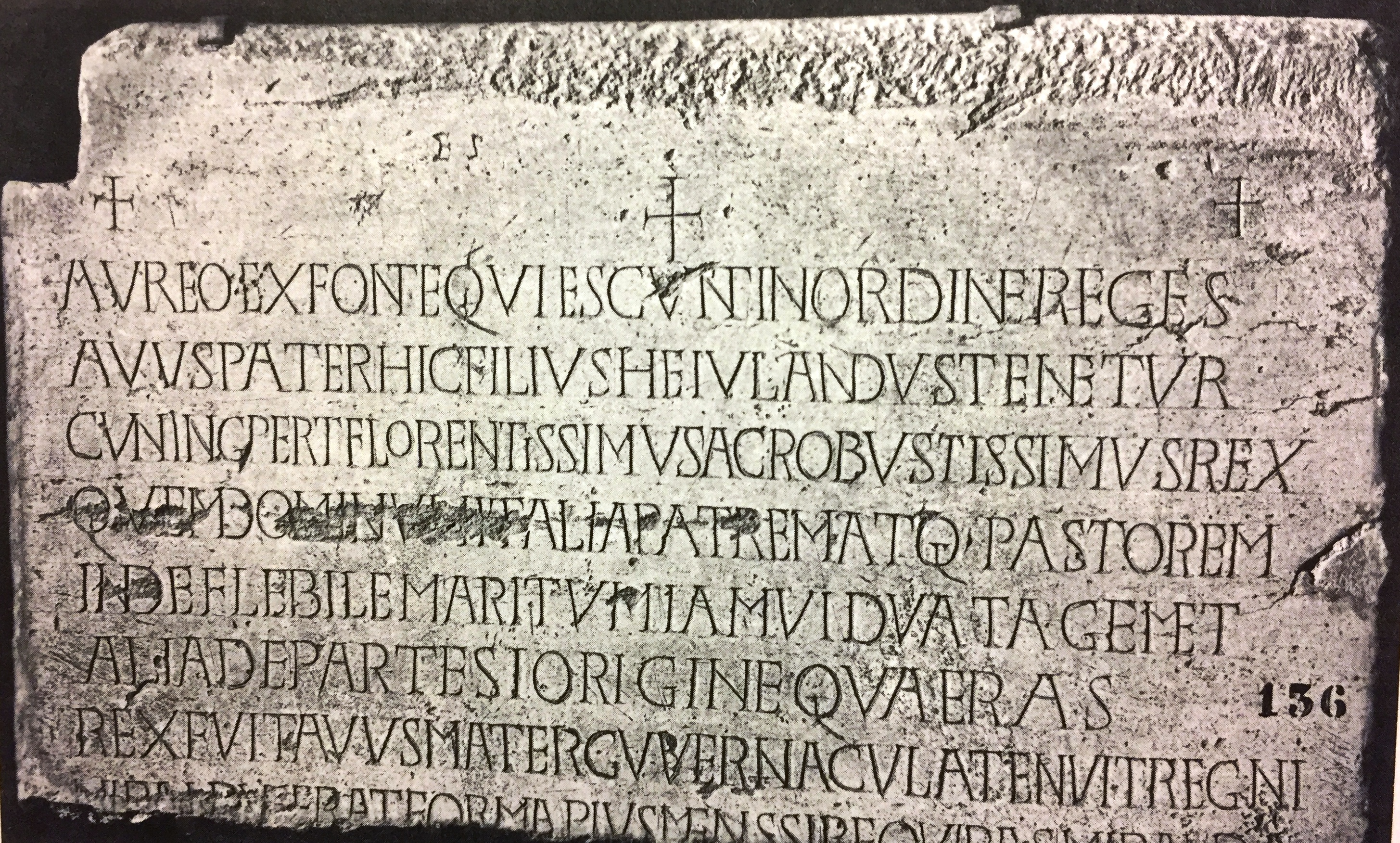
库尼佩尔国王的墓石，收藏于市民博物馆

阿里佩特一世于657年建造了圣萨尔瓦多大教堂，该教堂后来成为巴伐利亚王朝国王的陵墓。佩尔特卡里克（661-662年在位，672-688年在位）和他的儿子库尼佩尔（679-700年在位）在帕维亚建造了一座女修道院和一座教堂。:101伦巴第教堂有时以委托建造它们的人的名字命名，例如帕维亚的圣玛丽亚·西奥多塔教堂。:84位于帕维亚的圣米歇尔·普斯特拉修道院是伦巴第国王的皇家修道院。:200
伦巴第国王在帕维亚建造的最著名的教堂之一是圣伯多禄金顶圣殿。这座著名的教堂是由利乌特普兰德国王（712-744年在位）委托建造的:25，它将成为他的陵墓和其他两位著名基督徒的所在地。在建造圣伯多禄金顶圣殿时，建造者使用的计量单位是国王脚的长度。埋葬在圣伯多禄金顶圣殿的第一位重要基督徒是前面提到的哲学家波爱修斯，他是《哲学的慰藉》的作者，位于大教堂的地下室。:43位于圣伯多禄金顶圣殿的三座坟墓中的第三座也是最大的一座，里面是希波的奥古斯丁的遗体。:39-40圣奥古斯丁是五世纪初来自罗马北非的基督教作家，他的作品《论基督教教义》彻底改变了人们对基督教经文的解释和理解方式。1695年10月1日，在圣伯多禄金顶圣殿工作的工匠们在抬起构成大教堂地板的一些铺路石后，重新发现了圣奥古斯丁的遗体。利乌特普兰德是一位非常虔诚的基督徒，和许多伦巴第国王一样，他热衷于收集圣徒的遗物。:39利乌特普兰德花了很多钱把这些文物从卡利亚里运到帕维亚，这样它们就不会被圣奥古斯丁遗体安息的撒丁岛上的撒拉森人触及。:39-40圣匝加教皇于743年为利乌特普兰德的圣伯多禄金顶圣殿奉献的原始教堂几乎没有留存到现在。:50最初，其后堂的屋顶用马赛克装饰，使圣伯多禄金顶圣殿成为第一个用马赛克装饰伦巴第教堂的实例。:50它现在是一座现代教堂，与古代唯一重要的联系是它的圆形后堂。:50伦巴第人以非常罗马式的风格建造了他们的教堂，最好例子是帕维亚的圣弥额尔圣殿仍然完好无损。:50-51
作为王国的首都，帕维亚在七世纪末也成为伦巴第人努力铸造自己货币的中心地点之一。:142伦巴第国王的半身像将作为一种象征性的姿态刻在硬币上，这样使用硬币的人，主要是伦巴第贵族，就会明白国王在帕维亚王国拥有最终的权力和财富控制权。:142首都的作用意味着王室的居所、王国中央行政结构的存在，以及城市在季节性战争的军事组织中相对于其他城市中心的优越性。帕维亚市在帕维亚伦巴第王国与查理曼领导的法兰克人之间的战争中发挥了关键作用。773年，法兰克国王查理曼向伦巴第宣战，越过阿尔卑斯山入侵意大利北部，击败了狄西德里乌斯国王指挥的伦巴第军队（757-774年在位）。:46-47773年秋至774年6月:47查理曼先围攻帕维亚，然后围攻维罗纳，占领了伦巴第人的权力所在地，并迅速粉碎了伦巴第北部设防城市的任何抵抗。:106自620年代以来，帕维亚一直是伦巴第人的官方首都:38，但它也是伦巴第王国终结的地方。查理曼进入帕维亚后，加冕自己为前帕维亚王国的国王。:47伦巴第王国及其北部领土从此成为法兰克帝国的一个子王国，而伦巴第南部的贝内文托公国则相对独立和自治，持续了几个世纪。:48-49
虽然信息很少，但在八世纪，帕维亚存在一个犹太社区：约克的阿尔琴回忆起750年至766年间，帕维亚的犹太人尤利乌斯和比萨的基督徒彼得在这座城市发生的一场宗教争论。

### 中世纪
822年至850年的意大利国王洛泰尔一世在825年颁布了他的敕令，规定来自意大利北部许多城镇的学生必须参加帕维亚学校的讲座，他非常重视学校。
924年，被废黜的伦巴第国王贝伦加尔一世领导的匈牙利人围攻但没有征服这座城市。在奥托二世治理下帕维亚成为宫廷的稳定场所，首先是意大利女王阿德莱德，然后是奥托二世的妻子赛奥法诺。在奥托王朝时期，帕维亚经历了一段繁荣发展的时期。这座古老的伦巴第首都因其作为食品和奢侈品重要贸易十字路口的基本功能而与波河流域的其他城市不同。商业交通首先受到皇帝旅行时使用的水道的青睐：从提契诺河很容易抵达波河，与亚得里亚海和海上交通直接相连。此外，随着奥托王朝的到来，米兰失去了重要性，转而支持帕维亚，帕维亚的造币厂等也认可了帕维亚的卓越地位。阿拉伯地理学家易卜拉欣·图尔图西的描述也突显了这座城市在这些世纪的重要性，他在960年至965年间前往中西部欧洲，访问了维罗纳、罗卡·迪·加尔达和帕维亚，他将其定义为伦巴第地区的主要城市，人口众多，商人众多，与该地区的其他中心不同，完全用石头、砖块和石灰建造。在帕维亚，易卜拉欣·图尔图西对太阳王的骑马雕像印象深刻，他将其放置在王宫的一扇门附近，并对在宫殿内工作的300名法学家印象深刻。同样在十世纪和十一世纪之交，这座城市是克雷莫纳的利乌特普兰德的出生地，利乌特普兰德是主教、编年史家和外交官，先后为贝伦加尔二世、奥托一世和奥托二世服务，以及兰弗朗克，他是征服者威廉的亲密合作者，在诺曼征服英格兰后英国教会的重组者。帕维亚一直是意大利王国的首都和皇室加冕的中心，直到12世纪那里的帝国权威减弱。1004年，神圣罗马帝国皇帝亨利二世血腥镇压了帕维亚市民的起义，帕维亚市民对他最近加冕为意大利国王表示异议。

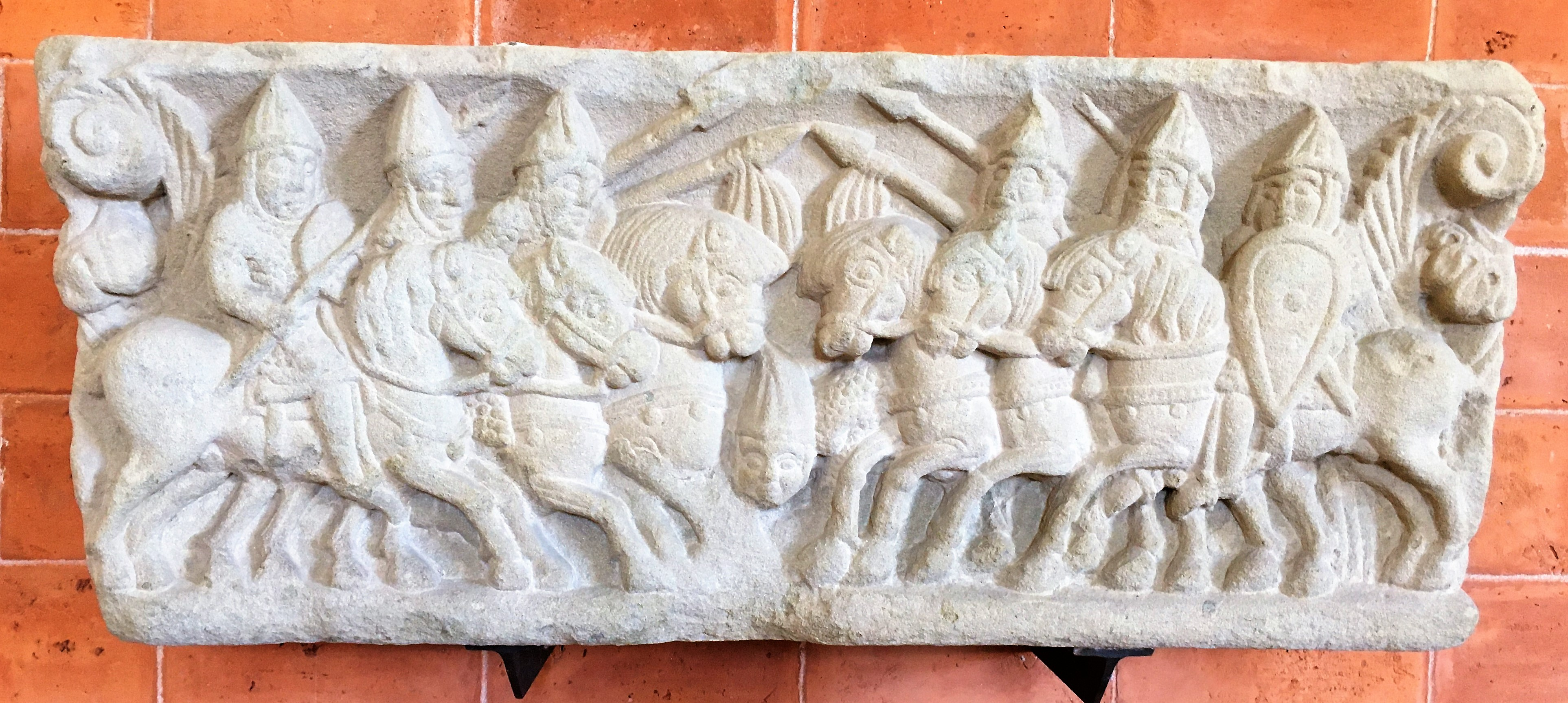
反应11世纪战争场景的石雕，收藏于市民博物馆

在12世纪，帕维亚获得了自治市镇的地位。在意大利中世纪归尔甫派和吉伯林派之间的政治分歧中，帕维亚传统上是吉伯林派，这一立场是与米兰竞争，当时的米兰正领导伦巴第同盟对抗皇帝腓特烈一世，后者正试图重申长期沉睡的帝国对意大利的影响力。腓特烈一世在帕维亚（1155年和1162年）的圣弥额尔圣殿庆祝了两次加冕礼，并在圣萨尔瓦多雷皇家修道院附近的一座新皇宫重新定居。帕维亚军队曾多次与皇帝并肩作战，对抗伦巴第同盟的部队，参与托尔托纳、克雷马和米兰的围攻以及其他军事行动。这座城市也被誉为“美好时光”的地方，正如某大诗人1163年的著名评论所见证的那样。
在接下来的几个世纪里，帕维亚是一个重要而活跃的城镇。帕维亚支持皇帝腓特烈二世对抗伦巴第同盟，帕维亚军队参加了为皇帝服务的许多行动，并参加了1237年的科尔泰诺瓦战役。
根据《帕维亚条约》，路易四世皇帝在意大利逗留期间将普法尔茨选帝侯国授予其兄弟鲁道夫公爵的后代。帕维亚坚持反对米兰的统治，最终屈服于维斯孔蒂家族，该市的统治者在1359年经历了艰难的围攻；在维斯孔蒂家族统治下，帕维亚成为了一个知识和艺术中心，自1361年起，帕维亚大学就以旧法学院为核心成立，吸引了来自许多国家的学生。在
加莱亚佐二世和吉安·加莱亚佐摄政期间，对首都作用和帕维亚伦巴第传统的记忆共同进入了帕维亚新主人的“宣传”：加莱亚佐二世将他的宫廷从米兰搬到了帕维亚，在1361年至1365年期间，加莱亚佐建造了一座大型宫殿（维斯孔蒂城堡）和一座大型公园（维斯孔蒂公园），成为王朝的官邸。1396年，吉安·加莱亚佐委托建造了位于维斯孔蒂公园尽头的加尔都西会修道院，公园将修道院与帕维亚城堡连接起来。这座修道院是该建筑群的最后一座建筑，并成为维斯孔蒂家族的陵墓。1389年，根据吉安·加莱亚佐·维斯孔蒂的意愿，一些德国犹太人家庭定居在帕维亚，主要从事金融活动。帕维亚的犹太社区在15世纪发展起来，当时菲利波·玛丽亚·维斯孔蒂的私人医生、帕维亚大学教授艾里雅赫·本·沙贝泰，还有15世纪的拉比约瑟夫·科隆·特拉博托，他被认为是意大利当时最重要的犹太学者和塔木德主义者，1490年在同一所大学开设了希伯来语课程。同样在15世纪，根据米兰公爵的意愿，帕维亚大学经历了一个巨大的发展阶段：它开始吸引来自意大利和其他欧洲国家的学生，并延请了著名的教师，如巴尔杜斯、洛伦佐·瓦拉或马伊诺的贾索内。

### 近代早期
帕维亚之战（1525年）标志着这座城市命运的分水岭，因为到那时，教皇支持者和神圣罗马皇帝支持者之间的分裂已经转变为法国派别（与教皇结盟）和支持西班牙皇帝和国王查理五世派别之间的分裂。因此，在瓦卢瓦-哈布斯堡意大利战争期间，帕维亚自然站在帝国（和西班牙）一边。法国国王弗朗索瓦一世在战斗中失败和被俘标志着西班牙占领时期的到来。同年，吉罗拉莫·卡尔达诺在帕维亚大学学习，而可能在1511年，列奥纳多·达·芬奇与该大学的解剖学教授马尔坎托尼奥·德拉·托雷一起学习解剖学。1597年，根据西班牙腓力二世的意愿，帕维亚的犹太社区不得不离开这座城市。

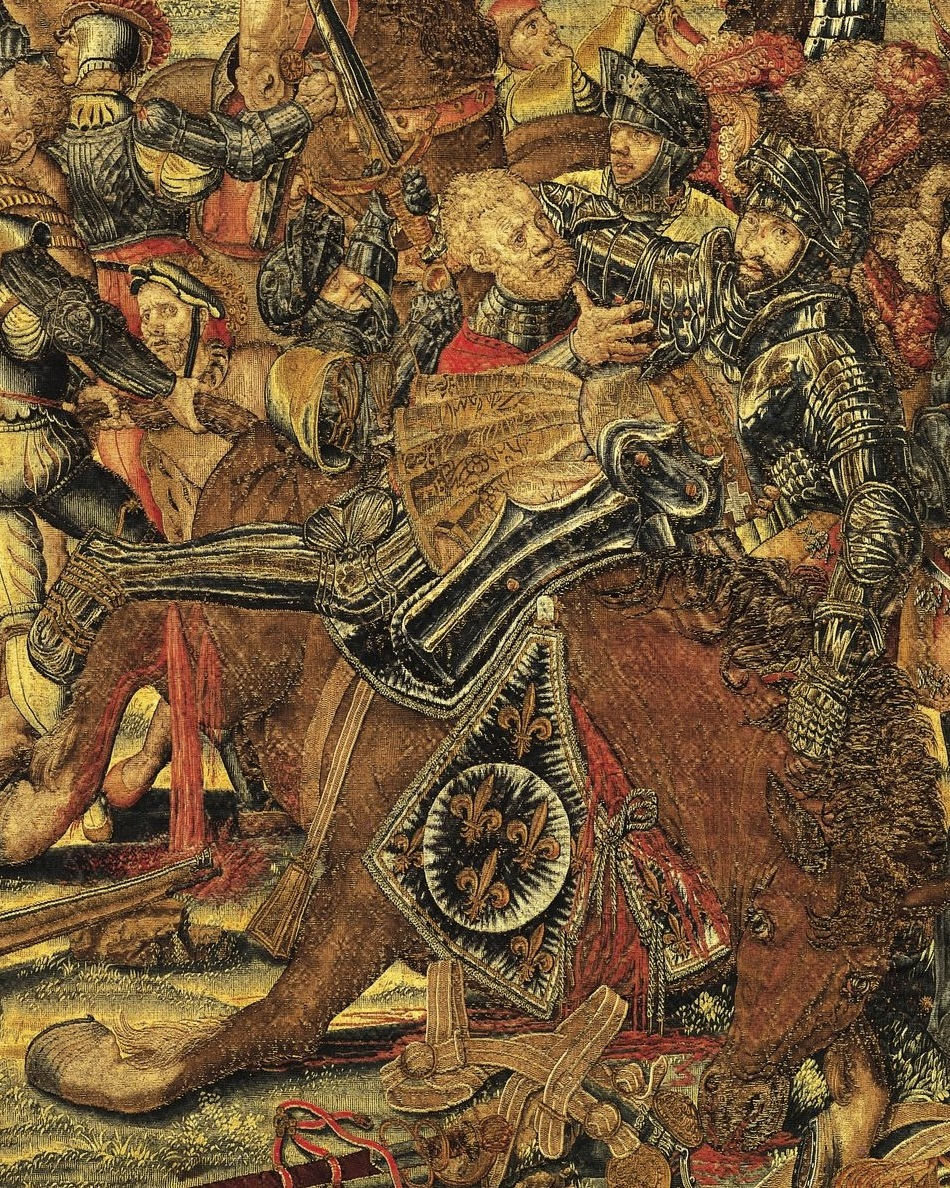
反应帕维亚之战中弗朗索瓦一世被俘的缂织壁毯，约作于1528-1531年，收藏于布鲁塞尔

在法西战争期间，帕维亚于1655年7月24日至9月14日被卡里尼亚诺亲王托马索·法兰西斯科指挥的法国、萨沃伊和埃斯特大军围困，但围攻者无法征服这座城市。西班牙统治期于1706年结束，在西班牙王位继承战争期间，帕维亚在短暂的围攻后被维里希·菲利普·冯·道恩领导的奥地利人占领，之后这座城市归属奥地利，直到1796年被拿破仑领导的法国军队占领。在奥地利统治时期，帕维亚大学得到了奥地利的玛丽亚·特蕾西亚的大力支持，并由于乌戈·福斯科洛、亚历山德罗·伏打、拉扎罗·斯帕兰扎尼和卡米洛·高尔基等顶尖科学家和人文主义者的存在，见证了一个文化丰富的时期。1796年，在雅各宾派摧毁太阳王（一座青铜古典马术纪念碑）后，帕维亚的居民起义反抗法国，拿破仑在激烈的城市斗争后平息了起义。

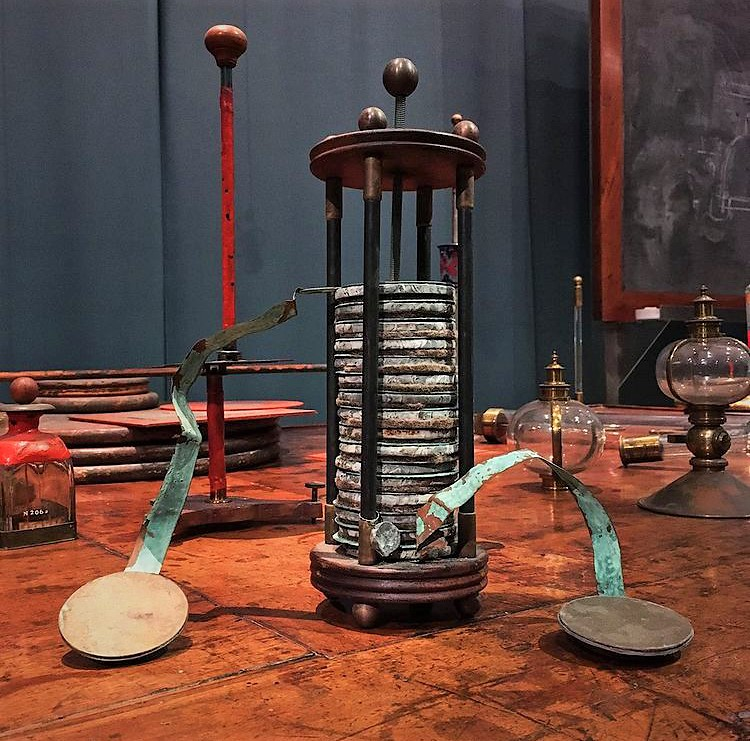
伏打电堆，收藏于帕维亚大学大学历史博物馆

### 近代后期至今
1814年，它再次被奥地利统治。1818年，帕维亚纳维利运河工程完工：这条运河被设想为米兰、帕维亚和提契诺之间的水道，也是一条灌溉渠，为城市的发展做出了巨大贡献，1821年，博尔戈卡尔文扎诺在维斯孔蒂城堡后面建成，这是一系列带拱廊的建筑，里面有仓库、酒馆、航运和海关办公室、酒店、马厩，所有这些都是为了支持内陆航运。1820年，第一艘蒸汽船开始在帕维亚码头运营，1854年至1859年，奥地利劳埃德航运公司再次使用蒸汽船在帕维亚、威尼斯和的里雅斯特之间组织了一条定期航线。随着第二次意大利独立战争（1859年）和一年后意大利统一，帕维亚与伦巴第大区其他地区一起并入意大利王国。1894年，阿尔伯特·爱因斯坦的父亲搬到帕维亚，开始经营一家供应电气材料公司——爱因斯坦。爱因斯坦一家住在这座城市的同一座建筑（科纳扎尼宫）里，乌戈·福斯科洛和阿达·内格里也曾住在那里。1895年至1896年间，年轻的阿尔伯特多次来到这里。在意大利期间，他写了一篇短文，题为“磁场中以太状态的研究”。
1943年，帕维亚被德国军队占领。1944年9月，美国空军对该市进行了几次轰炸，目的是摧毁提契诺河上的三座桥梁，这些桥梁对德国部队沿哥特防线作战的武器和物资补给具有战略意义。这些行动导致科佩尔托桥被炸毁，造成119名平民死亡。
盟军于1945年4月30日进入该市。在1946年6月2日的国体公投中，帕维亚将67.1%的选票分配给了共和制，而君主制只获得了38.2%的选票。

## 地理

### 地形
帕维亚市属于波河流域的地形系统，该流域是在第四纪之前亚得里亚海占据的广阔海湾冲积后形成的。历史悠久的市中心的很大一部分位于提契诺河的边缘。

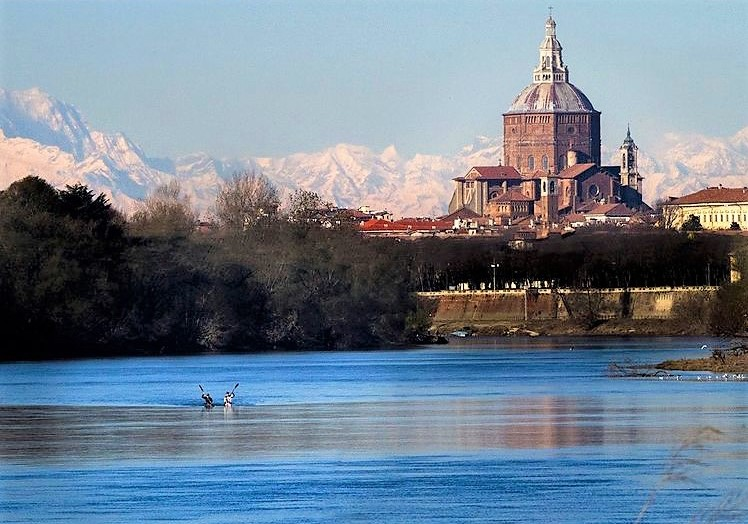
提契诺河流经帕维亚，远处可以看到帕维亚主教座堂和罗莎峰

该市位于伦巴第西部，面积62.86平方公里（24.27平方英里），位于所谓的“岩溶泉带”沿线，在那里，不同渗透性的地质层在底土中交汇，这一方面允许深水在地表重新浮出水面。
帕维亚所处的河阶上似乎雕刻着两条深沟，这是由于两条全新世河流的侵蚀作用造成的，今天以纳维利亚乔河（最初由卡尔文扎河占据）和韦尔纳沃拉河为代表。这两个河谷在古城区的后面汇合，因此原始的帕维亚发现自己位于一个几乎孤立且难以到达的梯田树干或树桩上，形状几乎是三角形的，南部是提契诺河，西北部是卡尔文扎河，然后是纳维利亚河，东北部是韦尔纳沃拉河。
从高处看，这座城市有不同的海拔。最高点位于维斯孔蒂城堡地区，海拔约80米（260英尺），然后缓慢下降。从80米（260英尺）的高度，你会在大约500米（550码；1600英尺）内到达77米（253英尺）。在维多利亚广场（Piazza Vittoria）的下游，罗马城的南北（cardo）和东西街道（decumanus）穿过此处，坡度变得更加明显，在科佩尔托桥（Ponte Coperto）附近海拔不到60米（200英尺）。该地区的湿度相当高（年平均湿度为75-80%），这导致了典型的雾，主要在深秋和冬季出现。

## 人口
根据ISTAT的统计，2021年帕维亚人口为70,380人，比2011年增长3.1%。
从20世纪80年代开始，由于许多家庭在紧邻首都的城市内转移，帕维亚经历了显著的人口退化。根据应用国际功能城市区标准进行的计算，在帕维亚市的城市群内，有大约121,000名居民居住。

### 族群
根据意大利国家统计局的最新统计数据，约14.54%的人口为非意大利人。大约33%的移民人口由各种其他欧洲血统的人组成（主要是罗马尼亚人、乌克兰人和阿尔巴尼亚人），其余的是非欧洲血统的移民，主要是多米尼加人（5.99%）、埃及人（5.84%）、中国人（4.81%）和喀麦隆人（4.03%）。

### 宗教
帕维亚的第一大宗教团体是天主教，与伦巴第其他地区不同，天主教是罗马礼，在城市内排除了委托给乌克兰社区乌克兰希腊礼天主教会的蒙特法尔科内圣乔治教堂。第二个宗教团体是东正教会，如共和街的罗马尼亚正教会和奥莱瓦诺街的希腊正教会圣安布罗焦教会。然后是穆斯林，他们设立了两个伊斯兰文化中心（通过圣乔瓦尼诺街和波拉克街），一段时间以来，帕维亚有新教徒的礼拜场所，如亚历山德罗·罗拉街的瓦勒度派教堂，安吉洛·费拉里街的福音派神召会教堂，克雷莫纳街的福音派和解教堂，格雷韦洛内的耶稣基督后期圣徒教会教堂和朗格斯科街的耶和华见证人王国聚会所。

## 经济

### 农业
帕维亚市63.3%的土地（约4000公顷，9900英亩）用于农业，特别是水稻种植（约2400公顷，5900英亩），从14世纪开始，水稻主要在沼泽地种植，直到18世纪成为主要的种植地。水稻所需的大量水意味着几个世纪以来，已经设计和建造了一个非常密集的灌溉网络，这仍然是帕维亚乡村景观的特征。还应该指出的是，该市是意大利水稻产量最大的省份的首府：超过84,000公顷或210,000英亩的省级土地用于稻田。仅帕维亚省就生产了与整个西班牙一样多的大米。市区内的其他作物包括玉米和小麦（1376公顷，3400英亩）、杨树林（636公顷，1570英亩），而用于草地（158公顷，390英亩）、果园和菜园（29公顷和30公顷，72英亩和74英亩）的面积非常有限。仍在帕维亚市境内，仍有大约50个农场用于农业活动，18个农场饲养了约820头牛。

### 工业
从19世纪80年代开始，这座城市经历了工业的强劲发展，以至于它还拥有具有国家重要性的机构，如1905年建立的Necchi公司或意大利第一家大型人造丝绸和合成织物工厂Snia Viscosa。1951年，帕维亚近27%的劳动力受雇于工业部门。从20世纪70年代开始，该市经历了突然的去工业化，导致许多公司倒闭，特别是化学和机械行业的公司，而与食品行业相关的公司，如里索·斯科蒂、制药公司以及与包装和标签相关的公司。
阿尔伯特·爱因斯坦的父亲赫尔曼·爱因斯坦曾于1894年在帕维亚创立一家电子技术工厂。

## 文化

### 博物馆

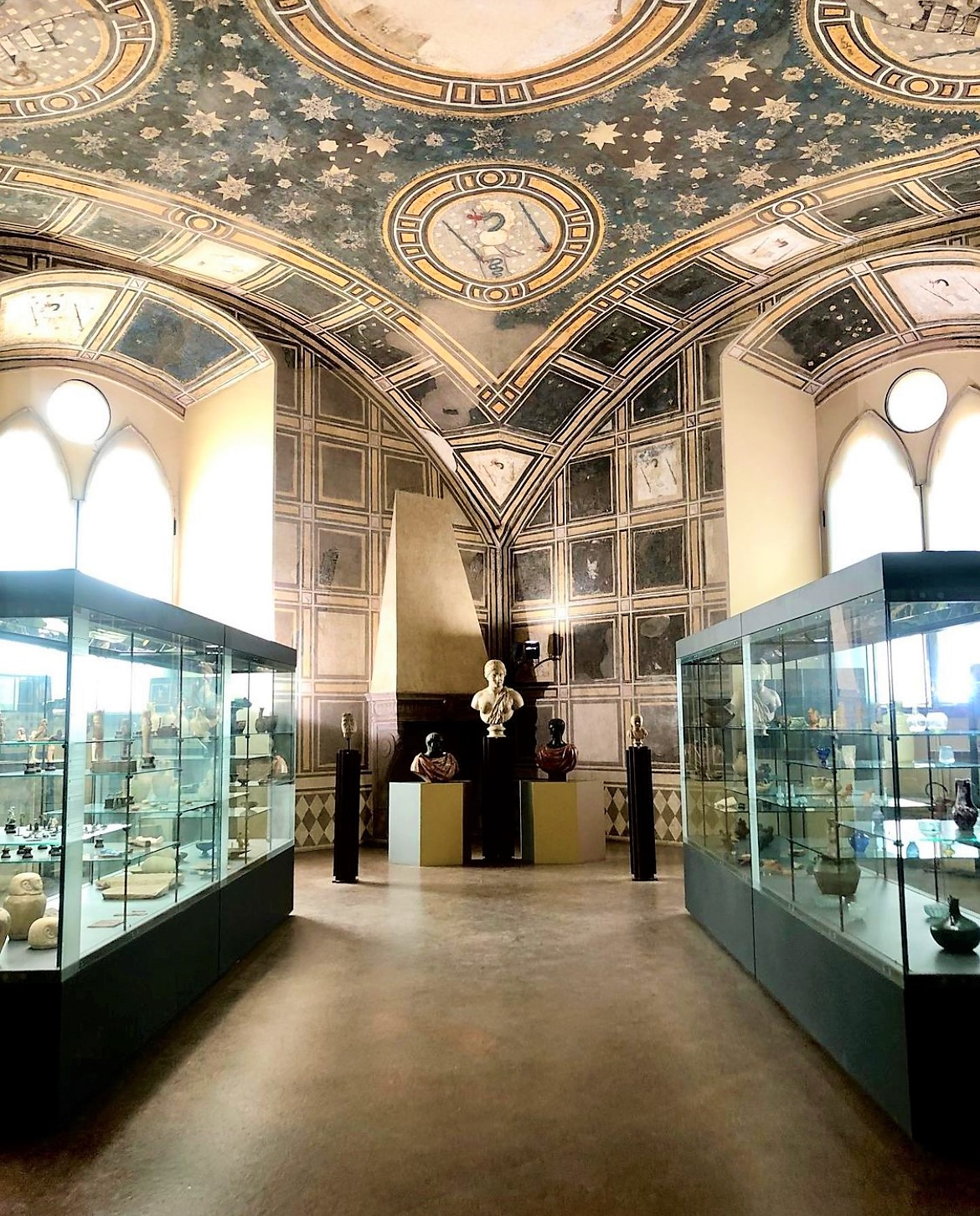
市民博物馆，位于维斯孔蒂城堡内

帕维亚拥有非凡的艺术宝藏，这是这座城市悠久历史的遗产，分为几个博物馆。
帕维亚市民博物馆（位于维斯孔蒂城堡）分为几个部分：考古学部分，保存了意大利北部最丰富的罗马玻璃收藏之一，以及伦巴第时期的重要文物和考古发现，如特奥多塔的屏风和伦巴第碑文收藏（意大利最多），其中一些属于国王或王后的陵墓。然后是罗马式和文艺复兴时期的部分，展示雕塑、建筑和马赛克。罗马式建筑收藏非常丰富，是意大利北部最大的建筑之一，它还保留了伊斯兰和拜占庭东部装饰教堂和建筑立面的重要东方建筑特色。还展出了亚科皮诺·达·特拉达特、乔瓦尼·安东尼奥·阿马德奥、克里斯托福罗和安东尼奥·
曼泰加扎以及安尼巴莱·丰塔纳的作品。市民博物馆还设有复兴运动博物馆，专门用于18世纪至19世纪帕维亚的社会、经济和文化生活，路易吉·罗贝基·布里凯蒂在非洲探险期间收集的物品，以及收藏了50,000多枚硬币的钱币收藏，其中大部分属于卡米洛·布兰比拉，涵盖了从古典希腊发行到现代铸造的时间段。
马拉斯皮纳美术馆（隶属于帕维亚市民博物馆）由路易吉·马拉斯皮纳·迪·桑纳扎罗侯爵（1754-1834）建立，收藏了13世纪至20世纪意大利和国际舞台上重要艺术家的作品，如詹蒂勒·达·法布里亚诺、文森佐·福帕、乔瓦尼·贝利尼、安东内洛·达·梅西纳、贝纳迪诺·路易尼、柯勒乔、保罗·委罗内塞、圭多·雷尼、弗朗切斯科·阿耶兹、乔瓦尼·塞冈蒂尼和雷纳托·古图索。1497年帕维亚大教堂的纪念性木制模型也在画廊内展出。

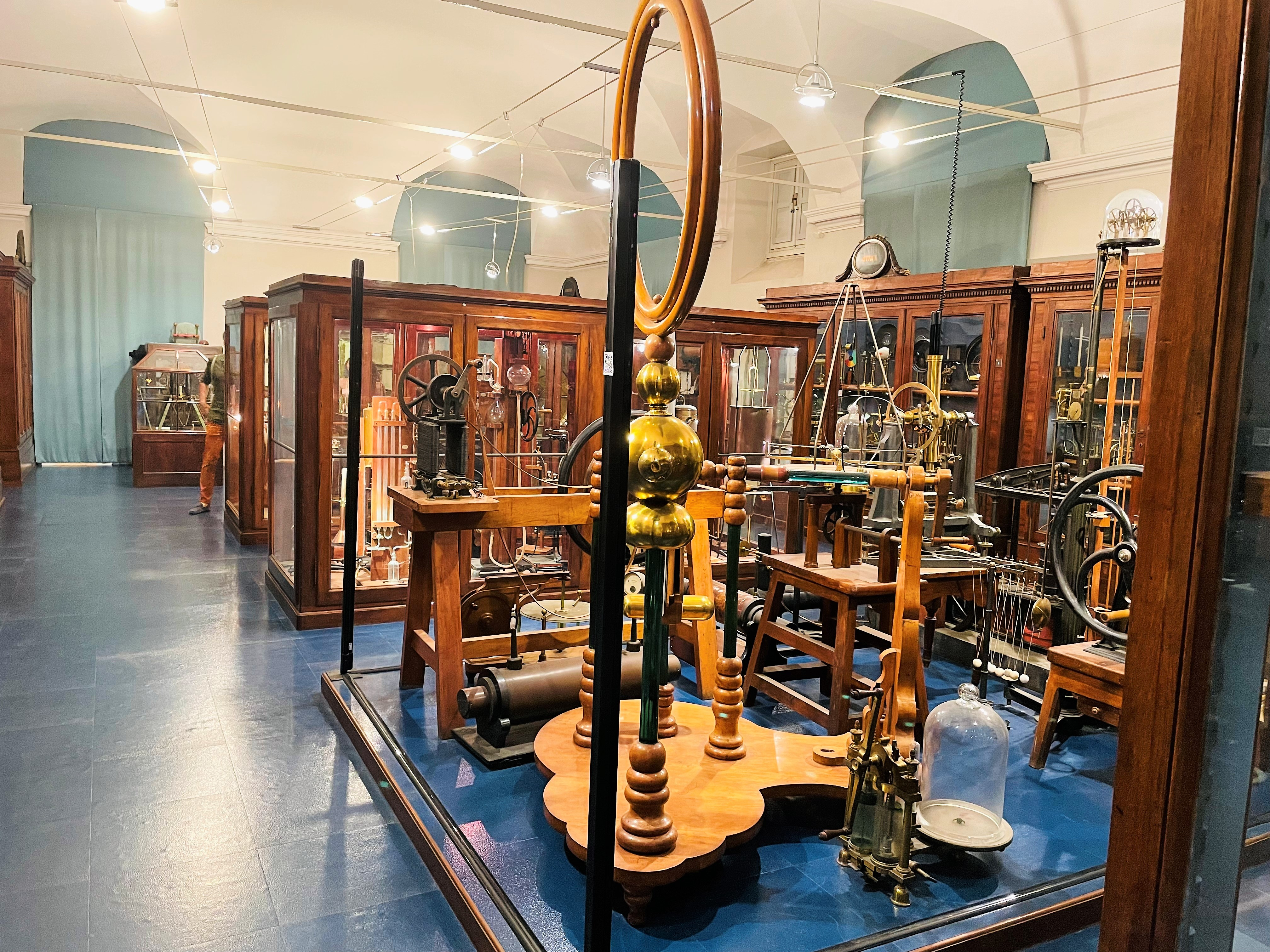
帕维亚大学历史博物馆，收藏了众多物理和化学研究用具

大学的博物馆网络非常庞大，由帕维亚大学的大学历史博物馆组成，分为医学部和物理部。医学部展出解剖和病理制剂、手术器械（乔瓦尼·亚历桑德罗·布兰比拉的手术用具）和和真人大小的解剖蜡像，由佛罗伦萨蜡像家克莱门特·苏西尼制成，物理部展出亚历山德罗·伏打的物理柜（展出了18世纪和19世纪的数百件科学仪器，其中一些属于亚历山德罗·伏打本人）。
该大学的考古博物馆由皮埃尔·维托里奥·阿尔迪尼于1819年建立，收藏了史前、埃及、希腊、伊特鲁里亚（包括教皇庇护十一世捐赠的粘土祭品）和罗马文物（一些来自庞贝）。
位于博塔·阿多诺宫内的大学自然历史博物馆（Kosmos）是意大利最古老的博物馆之一，实际上是由拉扎罗·斯帕兰扎尼于1771年建立的，它保存了具有很高科学和历史价值的自然主义遗产，包括近40万件动物学、比较解剖学和古生物学藏品。然后是高尔基博物馆，位于卡米洛·高尔基和他的学生工作的相同环境中，房间和实验室保留了当时的原始家具和科学仪器，以便游客进入19世纪的研究中心；而电气技术博物馆建于2007年，在五个部分内展示了电气技术的历史。
然后是化学博物馆、物理博物馆和由拉扎罗·斯帕兰扎尼创立的矿物学博物馆。
大教堂旁边，在古老的圣玛丽亚·波波洛大教堂（11世纪）的地下室里，是帕维亚教区博物馆，于2023年落成，收藏银器和礼仪用品（包括一件象牙雕刻、绘画和镀金的十字架，由西西里岛的一个工作室由阿拉伯工匠手工制作，可追溯到12世纪末），雕塑和绘画，如洛伦佐·法索洛的《圣母受难记》镶板。

### 图书馆和档案馆
帕维亚市从十世纪到二十世纪的历史可以通过在市民历史档案馆（成立于1895年）内收集的大量文件来讲述，该档案馆还收藏了帕维亚许多贵族家庭和城市人物的档案，如加埃塔诺·萨基、贝内代托·卡伊罗利和路易吉·罗贝基·布里凯蒂。国家档案馆（成立于1959年）还从贵族档案馆（贝卡里亚、博蒂杰拉、贝尔克雷迪、马拉斯皮纳）等收集，如收集切萨雷·莫里的文件。档案馆还保存了帕维亚公证人的行为（1256-1907年）、帕维亚地区的特里萨地籍图（18-19世纪）以及大学（1341-1897年）、圣马泰奥医院（1063-1900年）、省、警察总部和法院的档案。同样重要的是教区历史档案馆，它收藏了自十世纪以来帕维亚教区的文件。

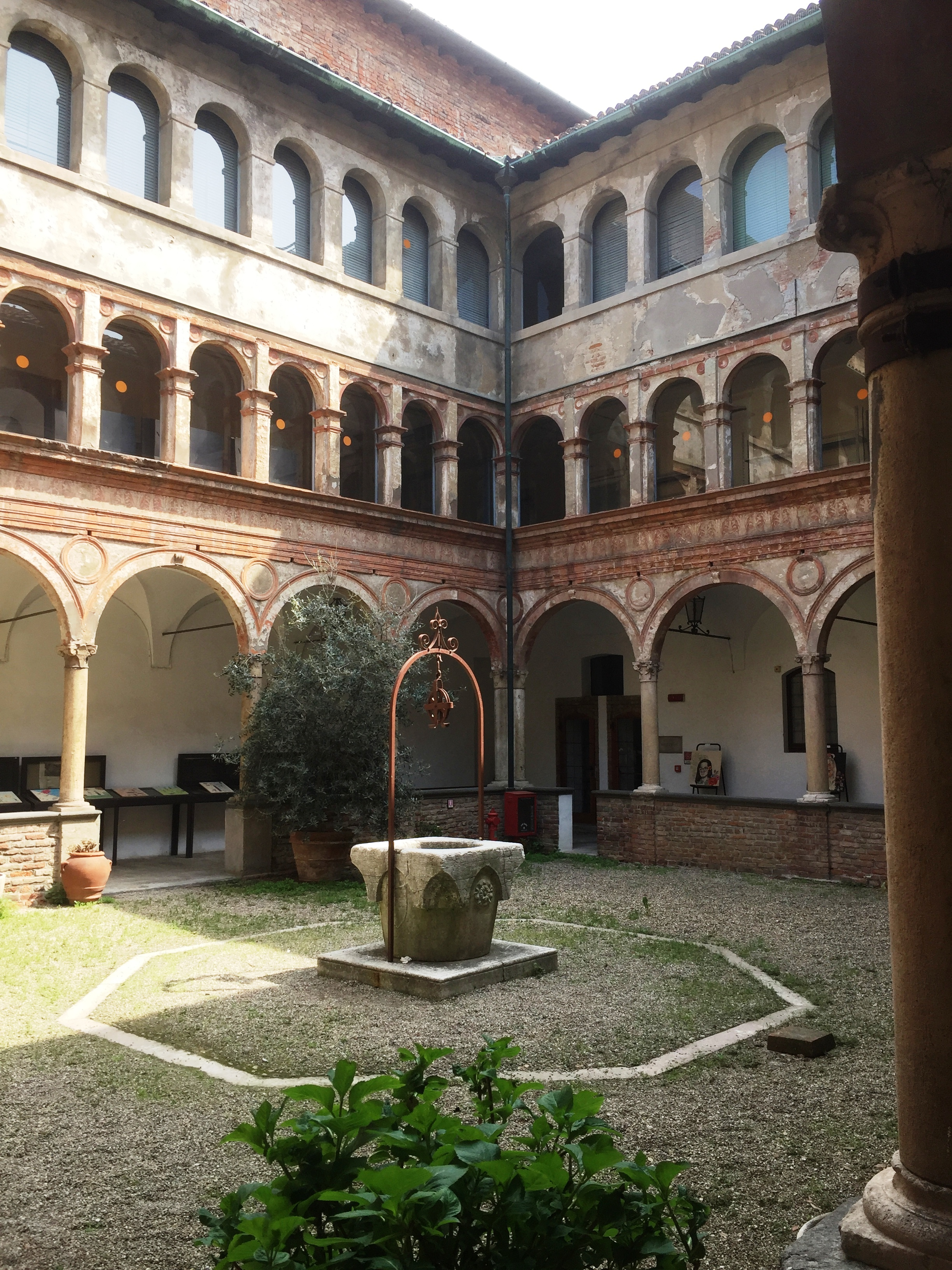
国家档案馆位于圣马约洛修道院，始建于10世纪，于15世纪末重建

前身为“现当代作家手稿传统研究中心”，也称为“手稿中心”，由玛丽亚·科尔蒂于1980年创立，负责保护和研究现当代档案和书目遗产。该中心是意大利同类中心中最重要的，保存了过去两个世纪与作家、知识分子、出版商、艺术家和科学家有关的文献资料（手稿、打字稿、信件、初版、图书馆、照片、绘画、家具、绘画和其他物品）。在保存的档案收藏中，包括阿尔贝托·阿尔巴西诺、里卡多·巴凯利、罗马诺·比伦基、埃米利奥·德马尔基、恩尼奥·弗拉亚诺、阿尔方索·加托、托尼诺·圭拉、克劳迪奥·马格里斯、路易吉·梅内盖洛、埃乌杰尼奥·蒙塔莱、因德罗·蒙塔内利、萨尔瓦托雷·夸西莫多、马里奥·里戈尼·斯特恩、阿梅利亚·罗塞利、翁贝托·萨巴和罗贝托·萨内西的档案收藏。
帕维亚的图书馆传统起源于十四世纪下半叶吉安·加莱亚佐·维斯孔蒂在维斯孔蒂城堡建立的维斯孔蒂斯福尔扎图书馆，那里保存着米兰公爵的珍贵彩绘手稿。1499年，随着卢多维科·斯福尔扎的失败，法国国王路易十二从城堡中拿走了大部分手稿，现在保存在巴黎的法国国家图书馆。在图书馆的近千份手稿中，只有一份手稿留在了帕维亚：弗朗切斯科·彼特拉克的《胜利》保存在大学图书馆。
16世纪下半叶，该市出现了三座历史悠久的图书馆：主教神学院图书馆和鲍荣茂学院图书馆和吉斯莱里学院图书馆，后两所学院分别由嘉禄·鲍荣茂和教皇庇护五世创立，旨在让有前途的年轻人进入帕维亚大学（当时是米兰公国唯一的一所大学），但经济资源匮乏。

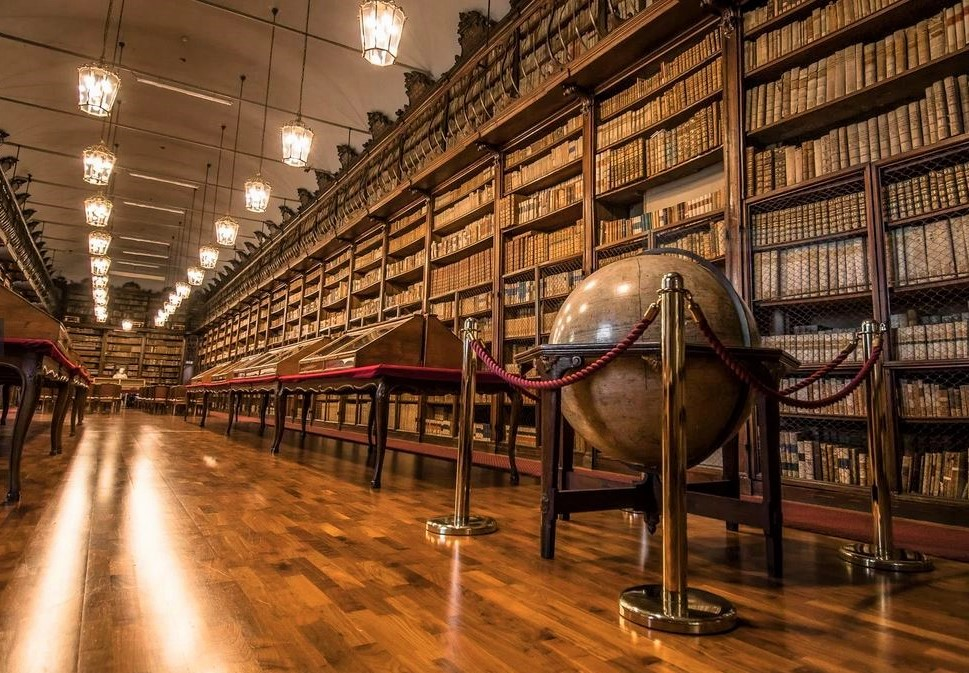
帕维亚大学图书馆

1754年，根据玛丽亚·特蕾西亚皇后的意愿，创建了大学图书馆，这是该市最重要的图书遗产，还保存了1404份手稿、702份古版、1153份羊皮纸（1103年至1787年）、3592份旧印刷品和1287份旧地理图。
1887年，卡洛·博内塔市民图书馆成立，该图书馆是该市图书馆系统的主要所在地，分为八个借阅点和阅读点，均匀分布在整个市区。在大学图书馆中，我们应该提到人文研究图书馆，它是由大学人文学院的几个图书馆合并而成的，如考古学图书馆（建于1819年）、科学技术图书馆，其中图书馆还合并了植物园（建于1773年）、法律图书馆（1880年）、科学图书馆，其中还收藏了帕维亚医学和外科学会（由卡米洛·高尔基于1885年创立）、阿道夫·费拉塔地区医学图书馆、政治学图书馆（建于1925年）、经济学图书馆和贾索内·德尔马伊诺学院图书馆（成立于2000年）。

### 饮食
吉安尼·布雷拉（Gianni Brera）将其定义为一串葡萄形状的省会，这片土地提供了许多水果，这些水果是各种当地菜肴的起源。丰富的泉水和水道使帕维亚及其领土成为意大利主要的稻米生产中心之一，因此，有许多食谱可以让你发现这种谷物的各种变化，这绝非巧合。例如，根据加尔都西会修道士创造的传说，卡尔图斯式烩饭以鳌虾、胡萝卜和洋葱为基础，配以眼豆的烩饭，或配以香肠和伯纳达葡萄的烩饭以及配以常见蛇麻（帕维亚方言中的ürtis）的烩饭。在第一道菜中，除了米饭，帕维亚汤也很突出，根据传统，这道汤是由一位农妇在城门惨败后用很少的食材（肉汤、鸡蛋和奶酪）为法国国王弗朗索瓦一世制作的。

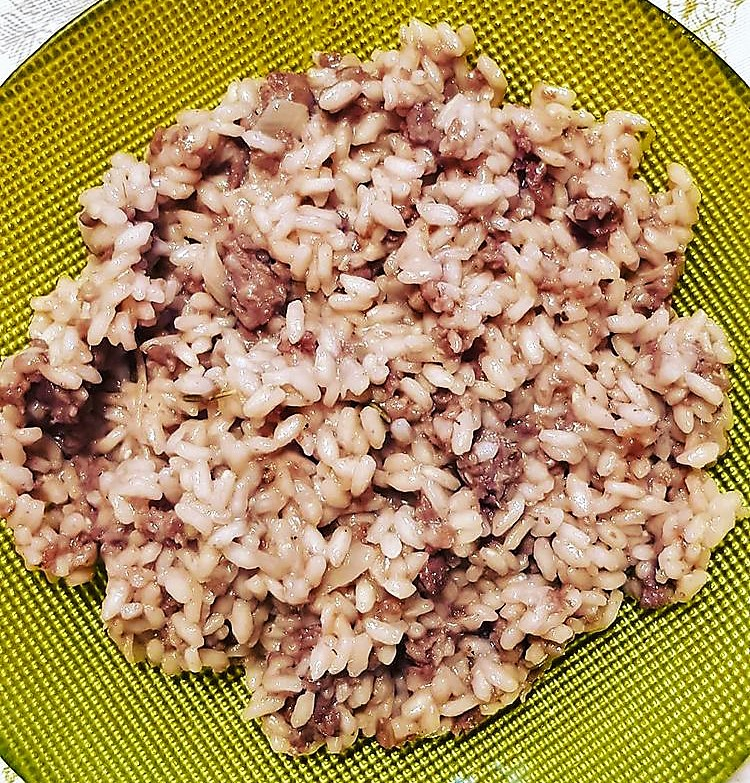
香肠和伯纳达葡萄烩饭

在第二道菜中，我们应该提到帕维亚炖猪肉，这是更著名的炖猪肉的一种当地变体，它更清淡，因为它只和排骨一起炖煮，炖alla paves，büseca（帕维亚小牛肚），豌豆髓骨（os büšcum i erbion）和逃逸鸟类（üslin scapà）小牛肉片，里面装满了培根和鼠尾草。根据当地传统，肉类，尤其是煮过的肉类，与两种酱汁一起食用：以辣椒、芹菜、凤尾鱼和鸡蛋为基础的佩维拉塔（十四世纪的Opicinus de Canistris已经提到过），以及用欧芹、凤尾藻、大蒜和刺山柑制成的青酱。除了肉类菜肴外，帕维亚菜肴还以许多淡水鱼菜肴为特色，如博尔基吉亚纳鳗鱼（得名于提契诺河另一侧的古老郊区，以科佩尔托桥命名）、白葡萄酒鳟鱼和煎蛋卷，配以阴冷的、不忘青蛙的炖煮，以及用牛肝菌烹制的蜗牛。
在甜点中，除了著名的天堂蛋糕，南瓜派（turt'sücâ），圣西里尼，海绵蛋糕制成的小圆蛋糕，大量浸泡在朗姆酒中，覆盖着黑巧克力，生产于12月9日左右的几周，圣西罗日，还有在狂欢节上烹制的典型煎饼sfâsö。
显然，每道菜都必须与附近的前波河帕维亚葡萄酒搭配。最后，尽管潘内托内是一种典型的米兰甜点，但最古老、最确定的潘内托内证明可以在1599年帕维亚博罗梅奥学院的费用登记簿中找到：当年12月23日，在午餐课程清单中，圣诞节费用还包括给面包师5磅黄油、2颗葡萄干和3盎司香料，用于制作13个“面包”，在圣诞节送给大学生。

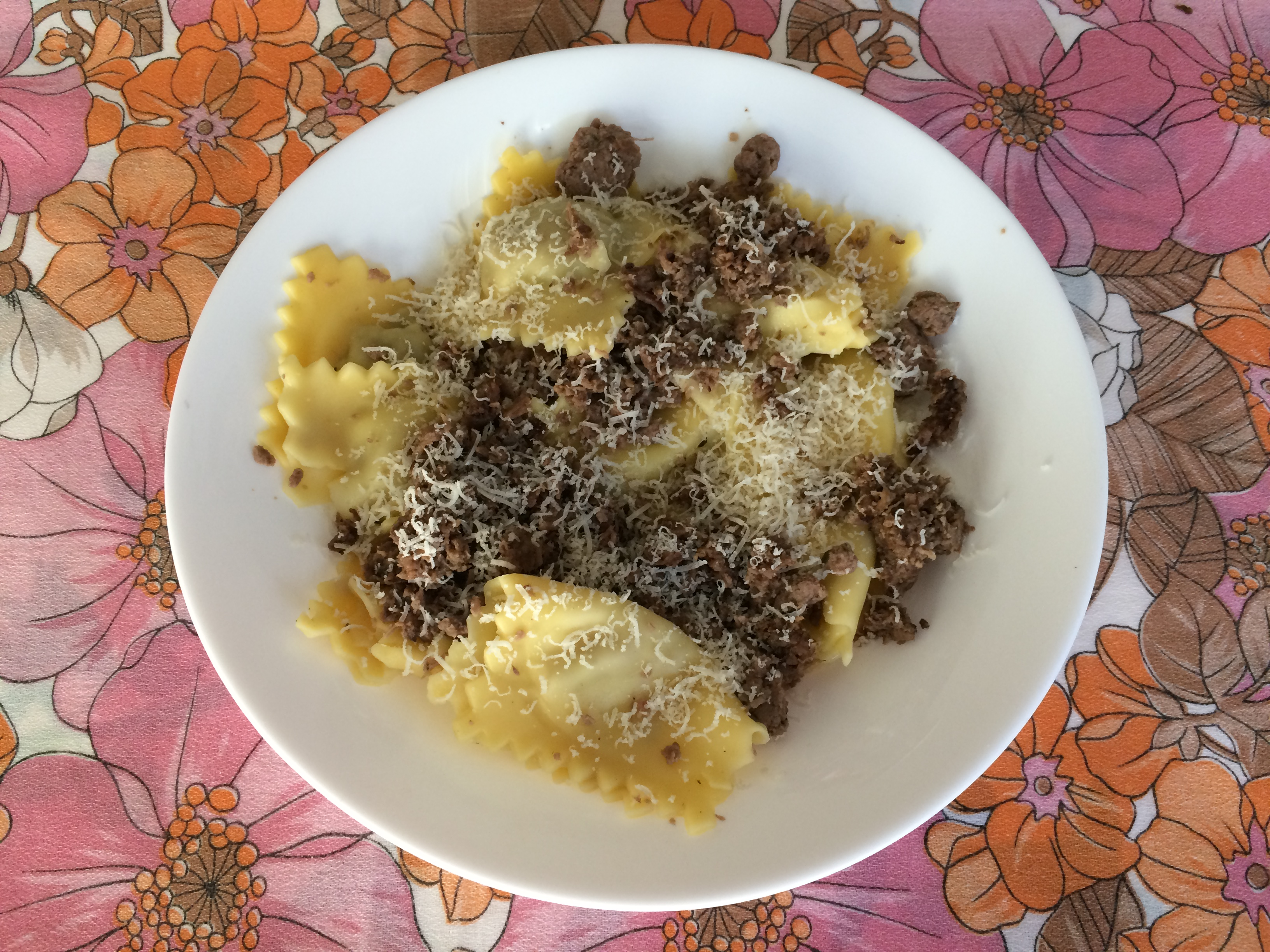
帕维亚面饺，一种有馅意粉

帕维亚面饺属于帕维亚省，特别是前波河帕维亚，这是一种有馅意大利面。帕维亚面饺的馅料是以帕维亚炖肉为基础的。这种填充意大利面的食谱的特点是受到皮埃蒙特和皮亚琴察美食的影响，这些美食都是前波河帕维亚周边地区的特色。意大利面的形状基于皮埃蒙特面饺，帕维塞炖菜的馅料基于皮亚琴察饺子的馅料皮亚琴察炖牛肉。皮埃蒙特面饺与帕维亚面饺不同，因为馅料是以烤肉为基础的。帕维亚面饺是圣诞节传统中的一道典型菜肴，在庆祝活动和重要场合食用。

## 著名景点
帕维亚最著名的地标是加尔都西会修道院，建于1396年，位于城市以北8公里（5.0英里）处。
其他值得注意的景点包括：
帕维亚主教座堂（Duomo di Pavia）：始建于1488年，主要由多纳托·伯拉孟特、乔瓦尼·安东尼奥·阿马德奥、吉安·贾科莫·多尔切博诺设计；但直到1898年，立面和圆顶才按照原始设计完成。中央圆顶呈八角形，高97米（318英尺），重约20,000吨（22000短吨）。

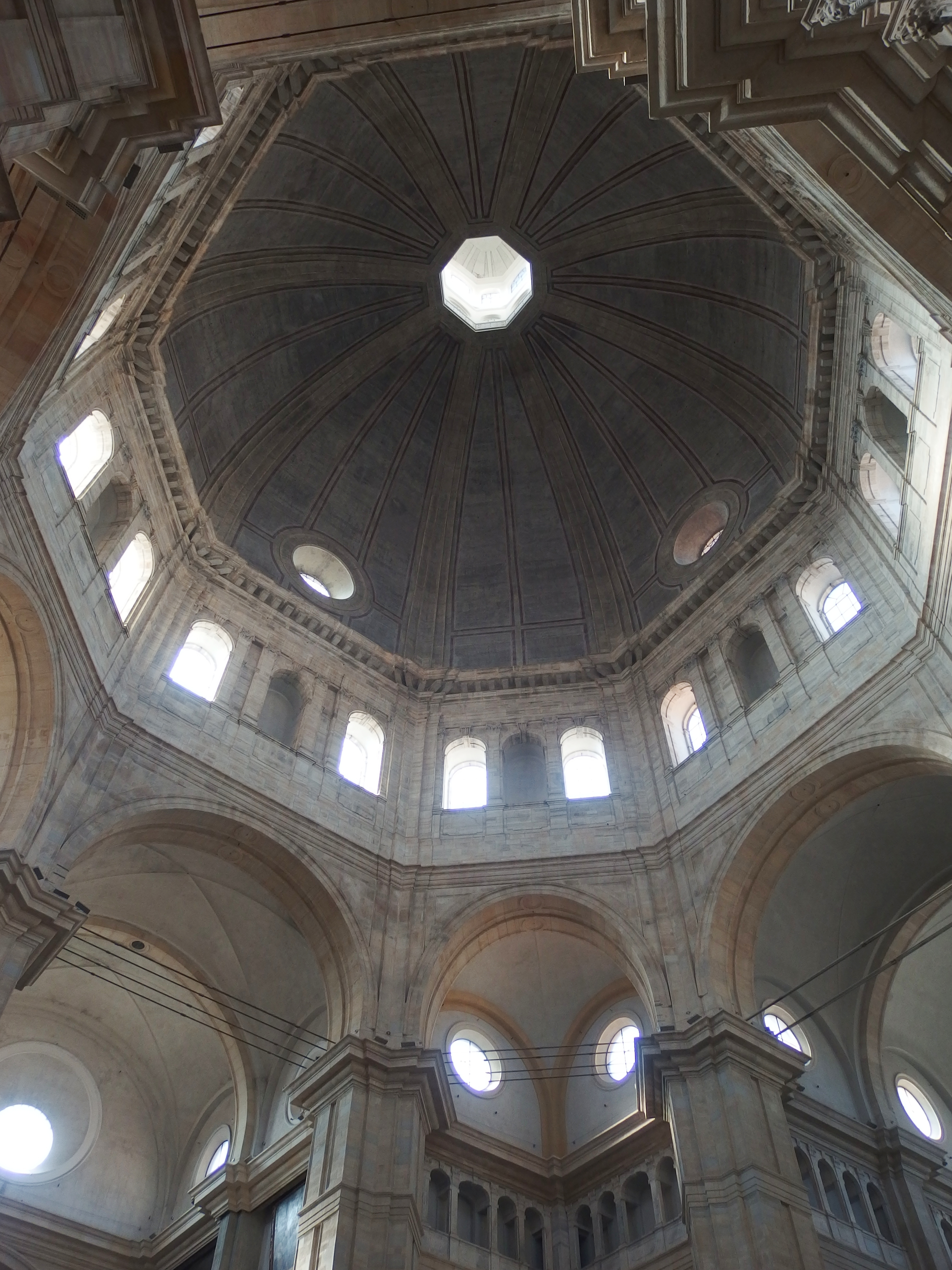
大教堂的穹顶

这个穹顶是意大利第三大穹顶，仅次于圣伯多禄大殿和圣母百花大教堂。大教堂旁边是公民塔（至少从1330年开始存在，1583年由佩莱格里诺·蒂巴尔迪扩建）：1989年3月17日，它的倒塌是过去十年拯救比萨斜塔免于类似命运的最后动力。
圣弥额尔圣殿，这座教堂是伦巴第大区伦巴第罗马式教堂建筑的杰出代表。它位于王宫附近，位于钟楼下部所属的伦巴第人教堂旧址上。这座大教堂是由格里莫阿尔德国王在662年至671年间建造的。1004年被毁，11世纪末左右重建（包括地下室、耳堂和唱诗堂），1130年完工。它的特点是广泛使用砂岩，有一个很长的耳堂，有自己的立面和后堂。这座大教堂是许多重要事件的所在地，包括贝伦加尔一世（888年）、圭多三世（889年）、瞎子路易（900年）、鲁道夫二世（922年）、阿尔勒的于格（926年），贝伦加尔二世和他的儿子阿达尔贝托（950年）、伊夫雷亚的阿都因（1002年）、亨利二世（1004年）和腓特烈一世（1155年）的加冕礼。

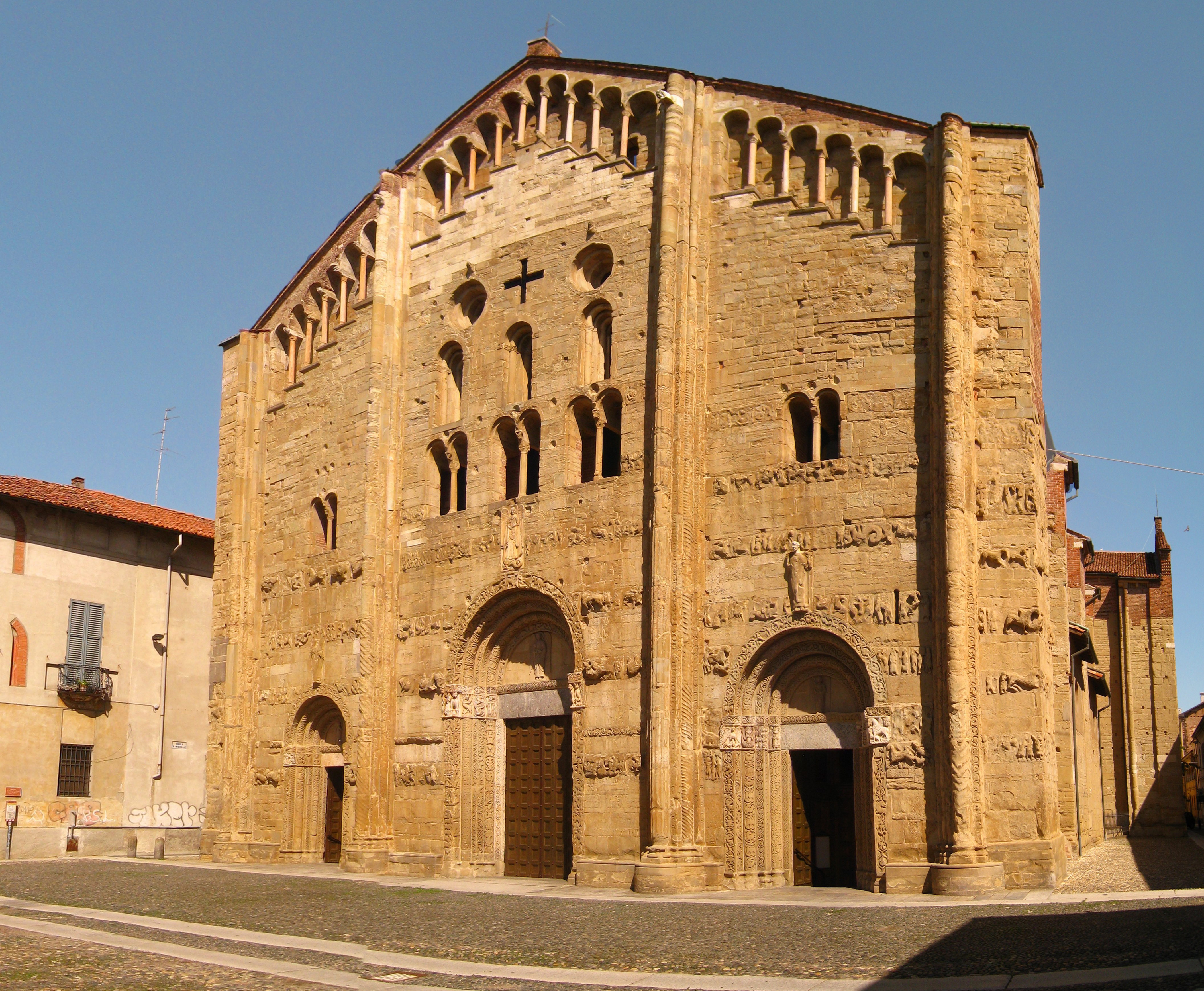
圣弥额尔圣殿

圣伯多禄金顶圣殿（“金色天空中的圣伯多禄”）：在这座教堂里，据说埋葬着圣奥古斯丁、波爱修斯和伦巴第国王利乌特普兰德。建筑始于六世纪。目前的建筑建于1132年。它与圣弥额尔圣殿相似，但不同之处在于不对称的立面，只有一个入口，使用砖砌而不是砂岩，有为女性保留的画廊和最短的耳堂。这座值得注意的拱门是由金皮庸的艺术家于1362年建造的，上面有大约150尊雕像和浮雕。但丁在他的《神曲》第十章中提到了这座教堂。
圣戴多禄教堂：这座教堂建于752年伦巴第时期，1117年重建，是第三座献给帕维亚教区中世纪主教帕维亚的戴多禄的教堂。帕维亚的罗马式大教堂，位于通往提契诺河的斜坡上，为渔民服务。后堂和三层圆穹顶外盖体现了罗马式装饰的有效简洁性。里面是贝尔纳迪诺·兰扎尼（Bernardino Lanzani）创作的两幅杰出的城市鸟瞰壁画（1525年）。后者，即最终版本，被剥离，结果展现出未完成的第一个版本。两者都非常详细，揭示了帕维亚的城市布局在500年来几乎没有变化。

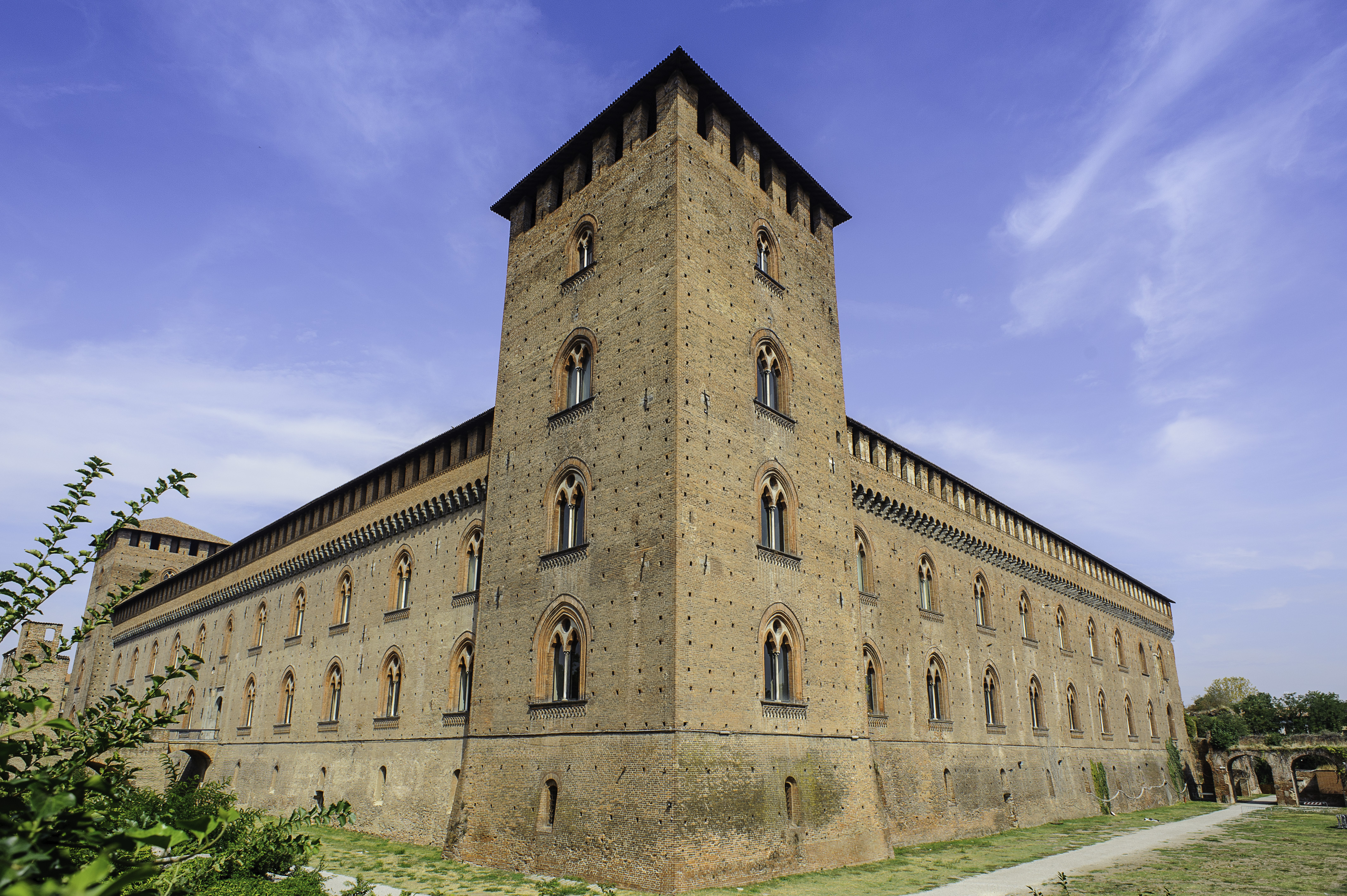
维斯孔蒂城堡

维斯孔蒂城堡：由加莱亚佐二世于1360年至1365年建造，这座大型城堡是私人住宅，并非要塞。诗人弗朗切斯科·彼特拉克在那里呆了一段时间，当时吉安·加莱亚佐·维斯孔蒂叫他负责这座宏伟的图书馆，该图书馆拥有大约一千本书和手稿，后来丢失了。城堡现在是市民博物馆的所在地，公园是儿童的热门景点。一个未经证实的传说认为城堡通过一条秘密隧道与加尔都西会修道院相连。
圣母圣衣教堂：这座教堂是意大利北部保存完好的哥特式砖砌建筑。这座教堂建于1374年至1461年间，采用拉丁十字架设计，是仅次于主教座堂的帕维亚第二大教堂，周长80米×40米（260英尺×130英尺），包括一个中堂和两个侧堂。特色立面有一个大玫瑰窗和七个尖顶。
圣萨尔瓦多大教堂：它由伦巴第国王阿里佩特一世于657年建造，是巴伐利亚王朝国王的陵墓，埋葬在这里的有阿里佩特一世、佩尔克塔里特、库尼佩特、柳特佩特和阿里佩特二世。971年，根据勃艮第的阿德莱德的意愿，克吕尼的马约尔在教堂附近建造了一座修道院。它于1453年至1511年间重建。
圣欧瑟伯教堂地下室：该教堂由罗萨里国王于7世纪建造，是该市的阿利乌派大教堂。教堂于1923年被拆除，但地下室得以保留。这座建筑于11世纪重建，保留了之前伦巴第教堂的部分建筑，如柱顶，与古典艺术相去甚远。
阿西西的圣方济各教堂：这是一座晚期罗马式教堂（1238-98），位于Corso Cairoli，其哥特式立面经过修复。
圣杰尔瓦西奥和普罗塔西奥教堂：它是帕维亚最古老的教堂，由帕维亚主教尤文提乌斯于4世纪建立。它在11世纪重建，然后在18世纪重建。它保留了11世纪的钟楼。伦巴第国王克莱夫和奥塔里被埋葬在教堂里，18世纪，哈布斯堡王朝的高级官员安东尼·博塔-阿多尔诺也被埋葬在这里。

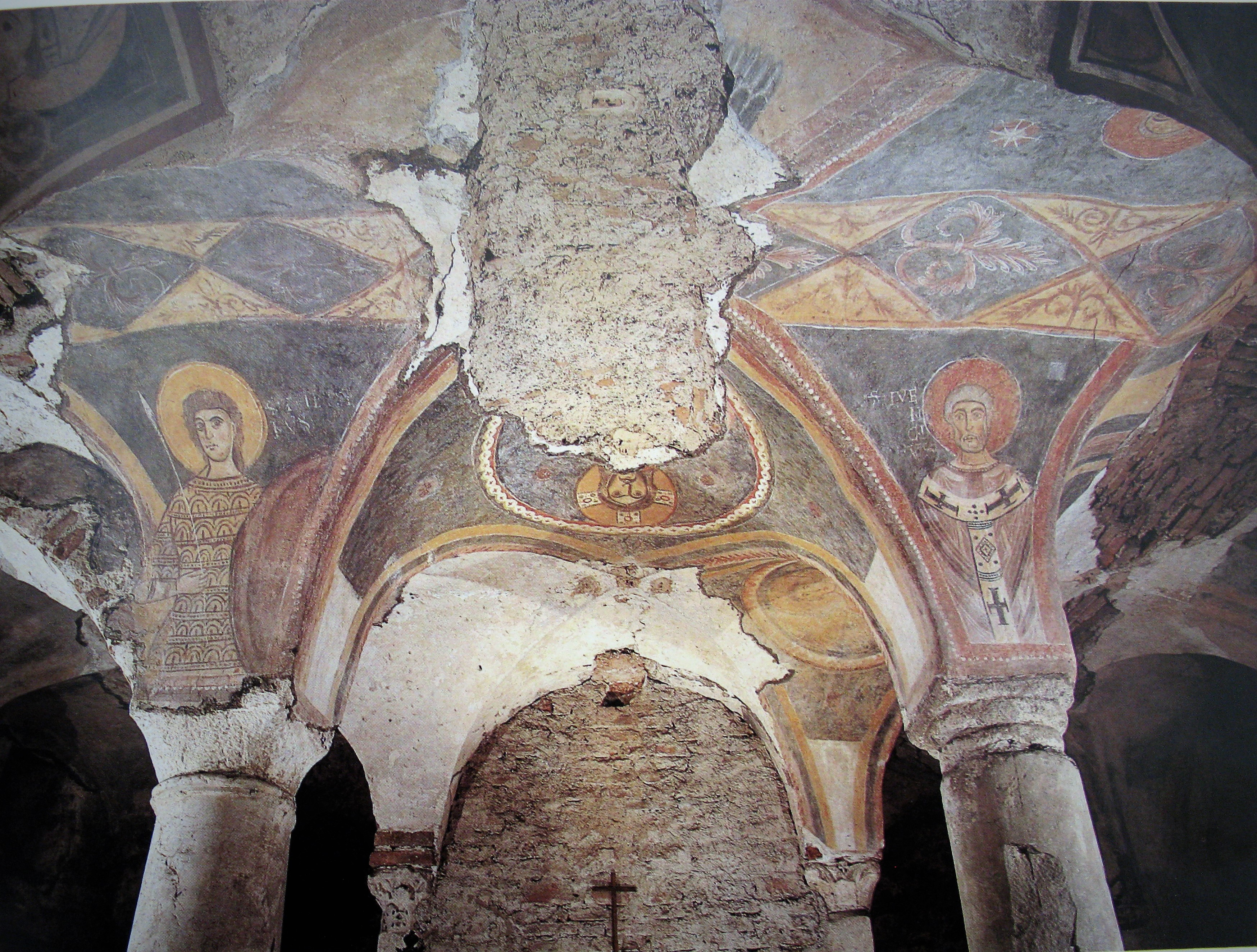
圣乔瓦尼教堂的湿壁画

圣乔瓦尼·多姆纳鲁姆教堂：这座教堂是由罗萨里的妻子贡德贝尔加王后建立的，她可能被埋在教堂里。这座建筑建在罗马浴场上，在17世纪几乎完全重建。地下室（包括罗马和伦巴第遗迹）和钟楼仍然是教堂最古老的部分。
圣菲利斯修道院：该修道院由伦巴第国王狄西德里乌斯于760年建立。1785年，它被取缔，现在是帕维亚大学的一些系所在地。
布罗莱托（市政厅）：这座宫殿建于12世纪至13世纪之间，1875年之前是帕维亚市政厅的所在地，现在是帕维亚高等研究院的所在地。
瓜尔蒂耶里圣母教堂：该教堂由钦差Walterius于989年创立。它于11世纪重建，并于1096年被教皇乌尔巴诺二世重新授予圣职。1788年，该建筑被拆除，改建为商店和住宅。它被帕维亚市政府购买，并于1991年修复。它现在用于音乐会、展览和会议。
帕维亚大学旧校区：由卢多维科·斯福尔扎于1485年至1490年间创建，1771年至1787年，在朱塞佩·皮耶尔马里尼和利奥波德·波拉克的项目下，应玛丽亚·特蕾西亚和她的儿子约瑟夫二世的要求进行了重建和扩建。1819年至1850年间，又增加了其他庭院和教室。1932年，该大学合并了从1451年开始建造的前圣马特奥医院。
米拉贝洛城堡：这座城堡位于米拉贝洛·迪帕维亚附近的维斯孔蒂公园。在14世纪至16世纪期间，它是公园队长的所在地，代表维斯孔蒂和斯福尔扎家族管理维斯孔蒂公园。原来的城堡只有一翼幸存下来。
圣玛利亚教堂：这座文艺复兴时期的八角形教堂被认为是布拉曼特的。
卡内帕诺瓦圣母教堂：这座文艺复兴时期的八角形教堂被认为献给伯拉孟特的。
伯利恒圣母教堂：建于9世纪，1130年重建和扩建。教堂附近有一家医院，为前往圣地的朝圣者提供服务，因此教堂依靠伯利恒主教。这座教堂是罗马式风格。
圣兰弗兰科教堂：始建于11世纪，13世纪前半段以罗马式风格重建，内部保留了乔瓦尼·安东尼奥·阿马德奥于1489年创建的大理石方舟，其中包含圣兰弗兰科·贝卡里的文物。
圣托马斯教堂：建在罗马浴场的遗迹上，889年克恩顿州的阿努尔夫在帝国文凭中首次提到。该教堂于1302年成为道明会修士的所在地。从1320年开始，哥特式风格的新教堂和更大的教堂的建设工作开始了，直到1478年才完工。1786年，修道院被约瑟夫二世取缔，改建为奥地利伦巴第大区的总神学院。朱塞佩·皮耶尔马里尼负责使建筑群适应新的目的，对教堂进行了大规模的改造。几年后，1791年，神学院被关闭，该建筑群变成了军营，直到20世纪80年代才被出售给帕维亚大学。
特奥多圣母修道院：这座教堂是圣特奥多圣母修道院的一部分，也被称为普斯特拉圣母修道院，是帕维亚最古老、最重要的女性修道院之一。由库尼佩特国王于679年至700年间建立，1799年被取缔，自1868年以来一直是教区神学院的所在地。
圣普里莫和菲里奇亚诺教堂：一座12世纪的罗马式天主教堂。

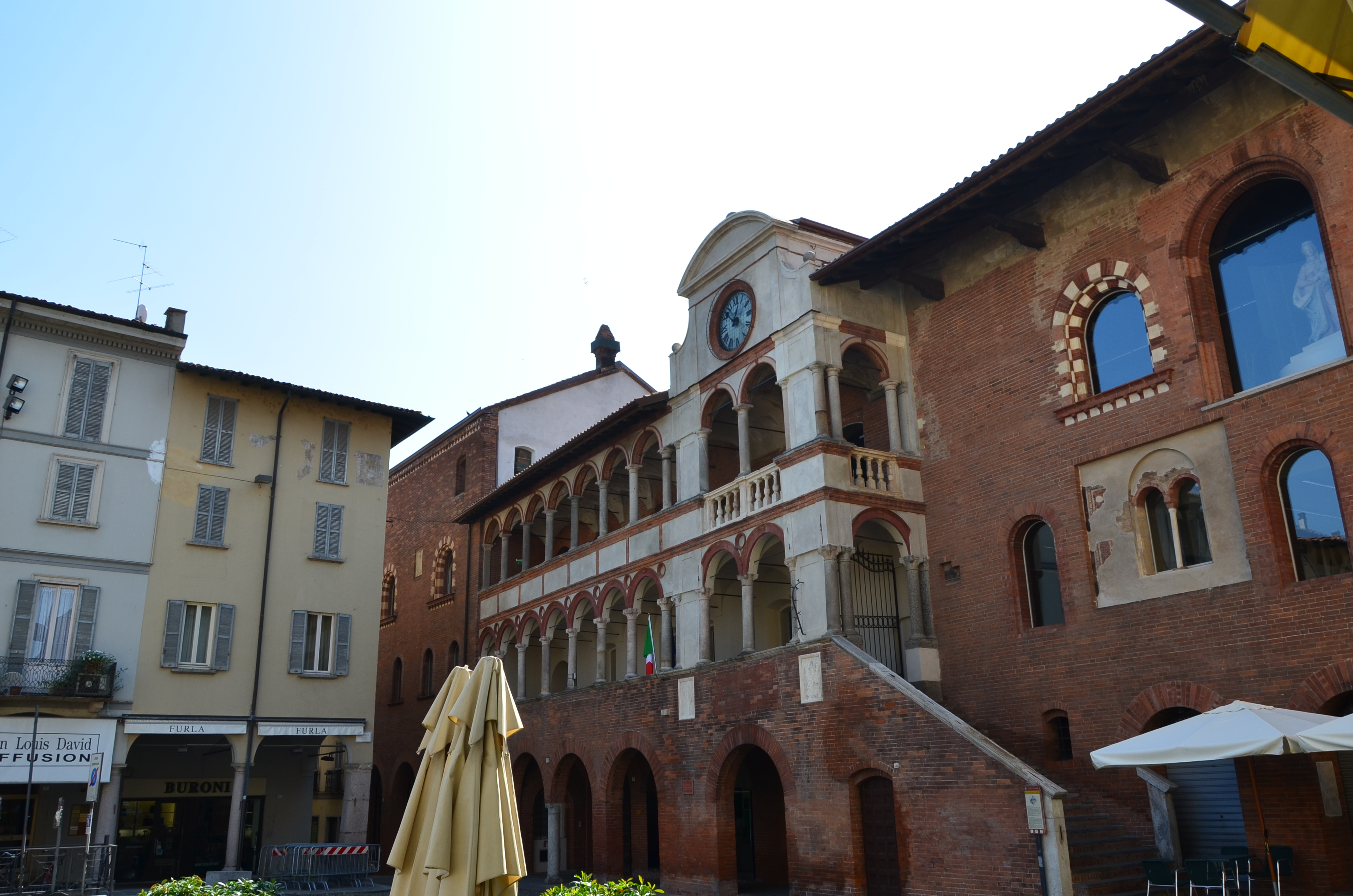
前市政厅

圣拉扎罗教堂：这座教堂是由尊贵的萨利姆贝尼家族于1157年在城墙外和法兰奇纳古道上建立的。教堂里还有一家治疗朝圣者和麻风病人的医院。这座教堂采用罗马式风格，保留了13世纪的壁画。
圣马力诺教堂：这座教堂是由国王艾斯图尔夫建立的，他被埋葬在教堂里。几个世纪以来，它经过了几次修建，但保留了原始建筑的部分立面和后堂。
韦尔佐洛圣伯多禄教堂：该教堂可能建于伦巴第时代，自737年以来就有记录。在11世纪，它成为本笃会修道院的所在地，然后在1798年被取缔。尽管发生了许多变化，但教堂仍然保留了11世纪的一些雕塑和建筑元素。
帕维亚塔楼：帕维亚历史中心的特点是中世纪贵族塔楼的存在，这些塔楼在其城市结构中幸存下来，曾经数量更多，正如圣特奥多教堂16世纪壁画所证明的那样。它们大多建于11世纪至13世纪之间，当时吉伯林派的帕维亚正处于罗马式繁荣的高峰期。根据历史和图像记录，帕维亚现有的塔楼大约有65座，其中约25座幸存下来。
弗拉斯基尼剧院：1771年至1773年间，由安东尼奥·加利·达·比别纳家族的4位贵族委托建造的歌剧院。1869年，它被帕维亚市政府收购，并献给帕维塞男高音歌唱家加埃塔诺·弗拉斯基尼。
科佩尔托桥（廊桥）：这是一座位于意大利帕维亚提契诺河上的石砖拱桥。前一座桥建于1354年（本身是罗马建筑的替代品），在1945年的盟军行动中严重受损。1947年，这座桥部分坍塌，需要重建，1949年开始出现关于修复还是重建这座桥的争论。
卡斯蒂廖内·布鲁尼亚泰利学院：该学院由红衣主教布兰达·达·卡斯蒂廖内于1429年创立。这座哥特式建筑保存在1475年博尼法乔·本博（Bonifacio Bembo）绘制的一座小教堂内。
欧斯塔基之家：这是一座小型砖砌哥特式建筑，由吉安·加莱亚佐和菲利波·玛丽亚·维斯孔蒂的队长帕西诺·欧斯塔基于15世纪上半叶建造。
科纳扎尼宫：这座建筑的历史可以追溯到15世纪，在不同时期，乌戈·福斯科洛（Ugo Foscolo）、孔塔尔多·费里尼（Contardo Ferrini）、阿达·内格里（Ada Negri）以及1895年至1896年间的阿尔伯特·爱因斯坦（Albert Einstein）曾在此居住。

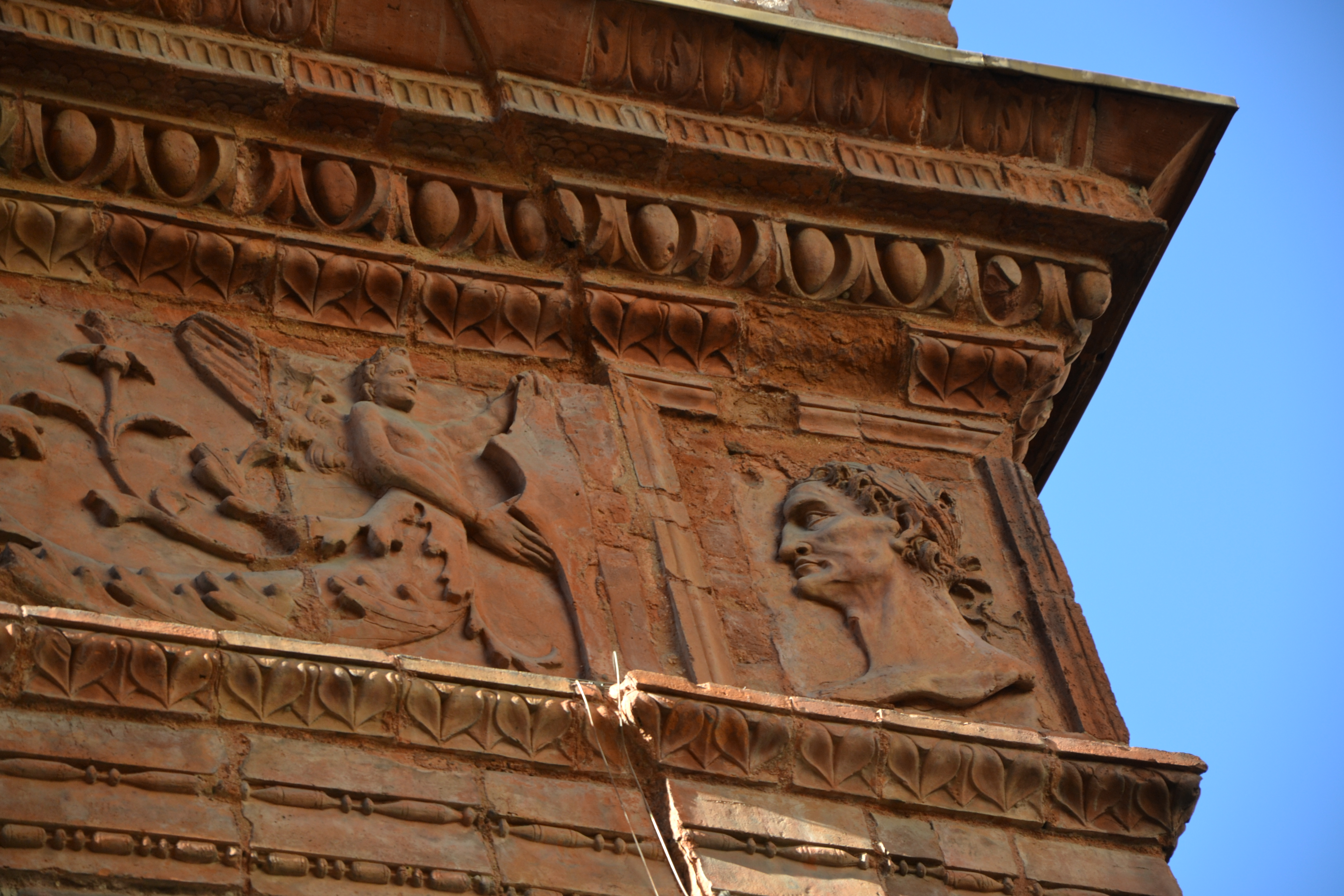
卡米纳里·博蒂杰拉宫的立面装饰细节

卡米纳里·博蒂杰拉宫：这是一座由帕维亚的古代贝卡里亚家族建造的贵族宫殿。斯福尔扎时代的原始建筑建于1490年至1499年之间。立面保留了原始的陶瓦装饰，是帕维亚文艺复兴时期市民建筑的主要例子之一。
马伊诺宫：这座宫殿由帕维亚的博蒂杰拉家族于15世纪建造，1560年被布斯卡斯家族购买，1725年以巴洛克风格重建，同时保留了文艺复兴时期宫殿的一些元素（如大理石大门）。随后，它被马伊诺侯爵继承，并于1932年被帕维亚大学收购。

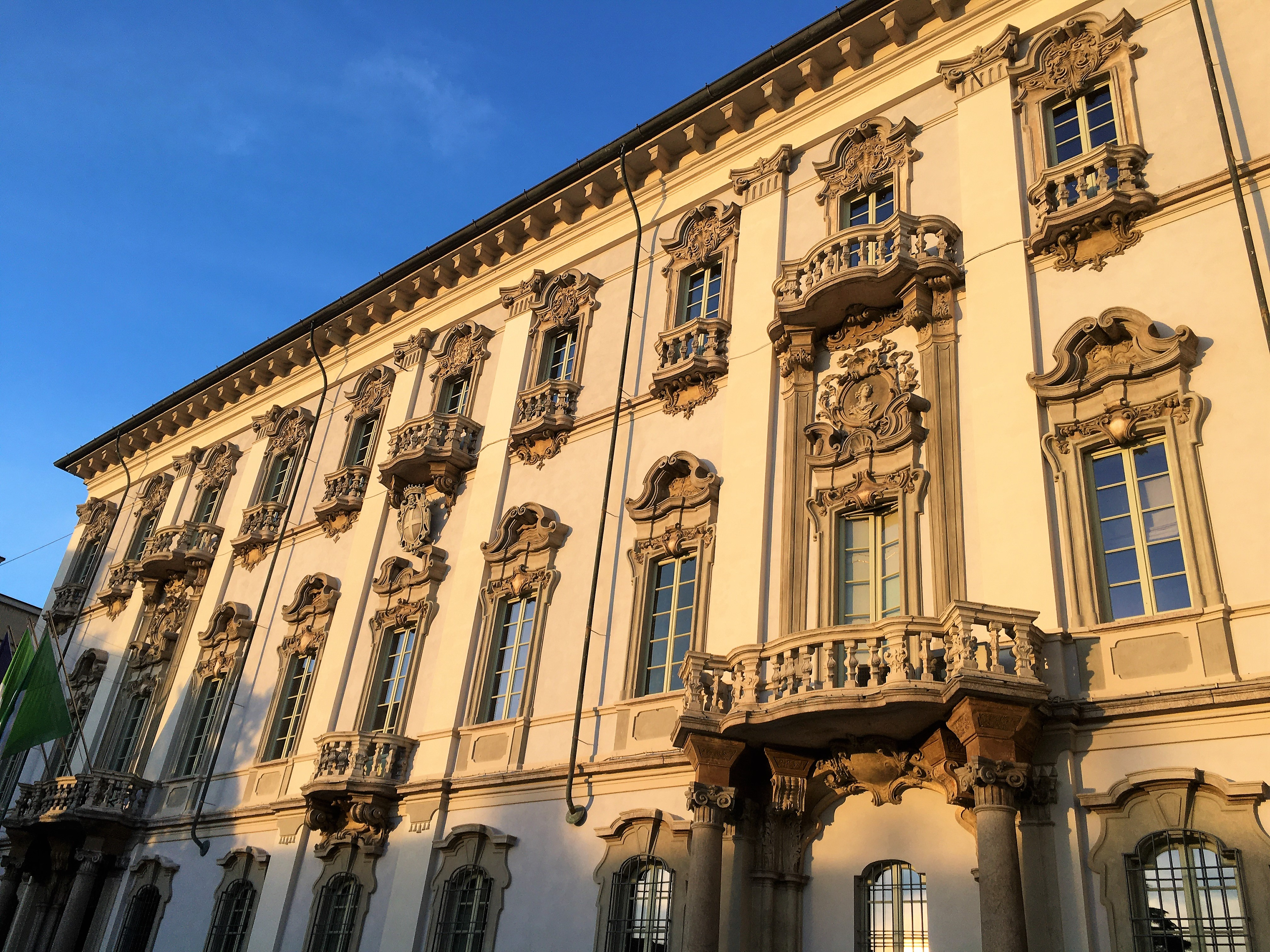
梅扎巴尔巴宫，现在的市政厅

梅扎巴尔巴宫：建于1726年至1732年之间的洛可可风格，自1875年以来一直是帕维亚市政厅。
贝里索米·维斯塔里诺宫 ：由弗朗切斯科·科罗切设计的宫殿，于1745年至1753年间由加埃塔诺·安尼巴莱· 贝里索米侯爵以洛可可风格重建，拆除了旧家庭住宅。自2013年以来，它一直是帕维亚大学母校提契诺基金会的总部。
博塔·阿多尔诺宫：建于一座属于贝卡里亚家族的中世纪建筑之上，由博塔·阿多诺斯在17世纪至18世纪期间重建。它由哈布斯堡王朝的高级官员、奥属尼德兰全权代表安东尼奥托·博塔·阿多尔诺居住。该建筑于1887年被帕维亚大学购买，现在是帕维亚自然历史博物馆。
马拉斯皮纳宫：1794年至1835年间，路易吉·马拉斯皮纳·迪·桑纳扎罗侯爵以新古典主义风格重建了这座宫殿。宫殿现在是帕维亚市议会的卡洛·博内塔图书馆和市民历史档案馆的所在地。
阿尔纳博尔迪拱廊：是一个购物拱廊，以有顶步行街的形式，连接新街和利诺广场，建于1879年至1882年。

## 公园和花园

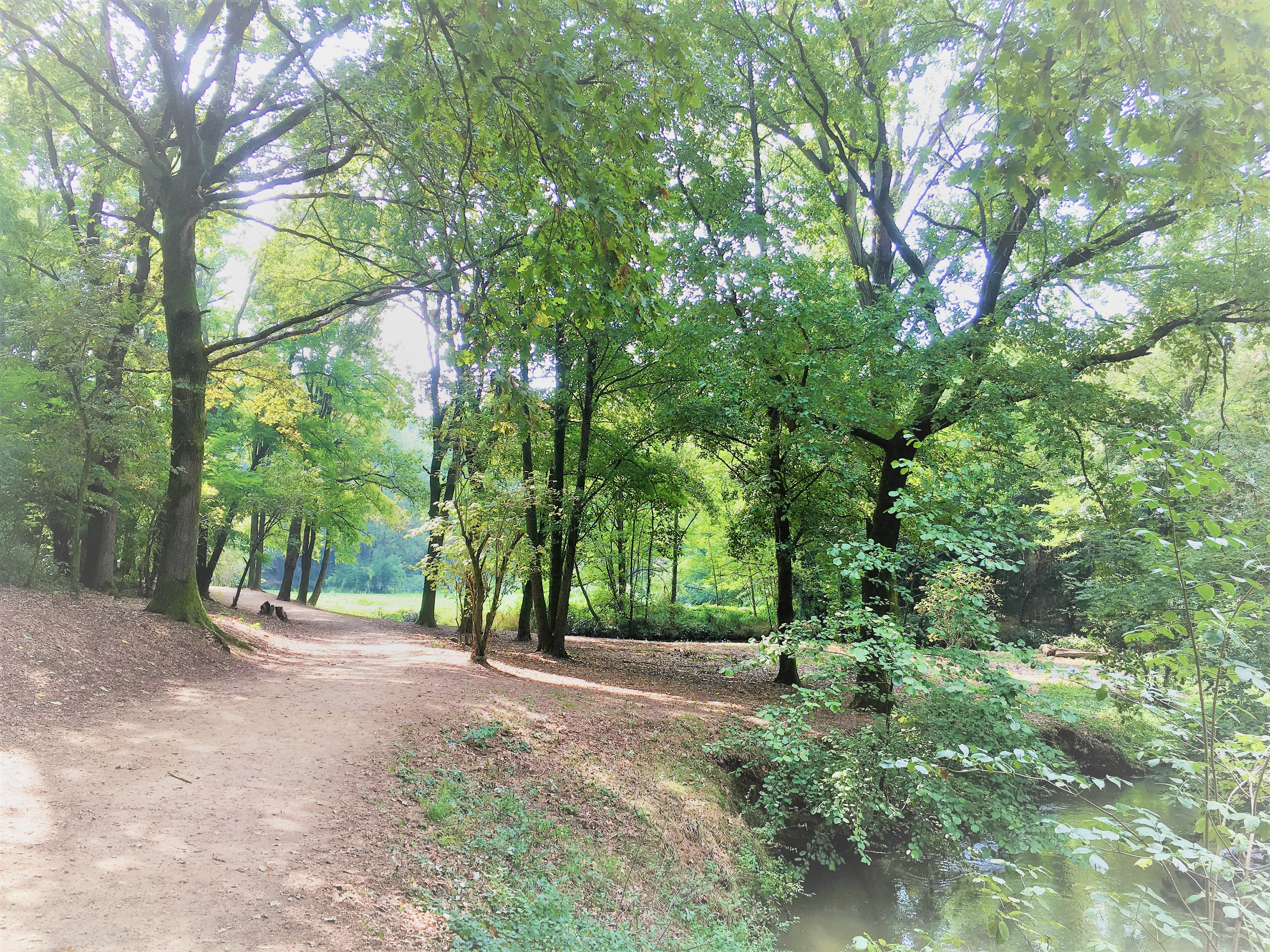
韦尔纳沃拉公园

帕维亚市是提契诺河谷自然公园的一部分，保护着两片森林（博斯科西罗内格里严格自然保护区和大博斯科自然保护区），展示了罗马人到来之前、人类定居之前波河流域的原始自然状态。在城市的北部和东部，一条源自泉水的小溪韦尔纳沃拉河形成了一个因城市化而远离的深谷，这里是韦尔纳沃拉公园的所在地，而在西部，帕维亚周围的绿环被索拉公园封闭。帕维亚市9%的面积被自然区、公园或花园占据（约594公顷或1470英亩，其中312公顷或770英亩被阔叶林覆盖）。
韦尔纳沃拉公园：大型公园，维斯孔蒂公园的继承者，位于城市北部，占地35公顷（86英亩）。1525年帕维亚之战就在公园内进行。
提契诺河谷自然公园：位于提契诺河从马焦雷湖到波河沿岸的区域公园。它在城市周围形成了一条绿化带。
大博斯科自然保护区：大博斯科位于帕维亚西南部，占地约22公顷（54英亩），是过去完全覆盖波谷的低地森林的最后遗迹之一，其中一个重要的证据仍然存在于提契诺河谷自然公园。
博斯科西罗内格里严格自然保护区：该保护区是波河河谷的一小片，于1967年由木材商和大自然爱好者朱塞佩·内格里捐赠给帕维亚大学。该保护区位于提契诺河附近，距离帕维亚市中心几公里。森林向我们展示了罗马人到来之前、人类定居之前的原始自然状态。保护区占地34公顷（84英亩）。
索拉公园：沿提契诺河的西北方向，靠近圣兰弗兰科教堂的是索拉公园，占地约40公顷（99英亩），其中有几个具有高环境价值的微环境。
博罗梅奥花园：花园是一个巨大的城市公园，占地约3.5公顷（8.6英亩），位于帕维亚历史中心，位于博罗梅奥学院和提契诺河之间，自然栖息地与当代艺术、知识和社会包容相融合。该公园包括一个广阔的自然区域，种植了3000多种当地树木和灌木，以及一个当代艺术露天展览区，展出了阿纳尔多·波莫多罗、尼古拉·卡里诺、吉安弗兰科·帕尔迪、路易吉·马伊诺尔菲、毛罗·斯塔乔利、萨尔瓦托雷·库谢拉、马尔科·洛多拉、伊万·特雷索尔迪和大卫·特雷姆利特的作品。
马拉斯皮纳花园：位于城市历史中心（彼特拉克广场）的公共花园，由路易吉·马拉斯皮纳侯爵于1838年至1840年间创建，作为其宫殿的英式花园，也是举办音乐会和文化活动的地方，并保留了一座小寺庙和一些新古典主义雕塑。
帕维亚大学植物园：成立于1773年，占地2公顷（4.9英亩）。它主要有玫瑰花园、茶床、兰花温室、热带温室、公用植物温室（由朱塞佩·皮耶尔马里尼于1776年设计）、植物园、梧桐树、伦巴第平原本土植物花坛、种子活体库和干燥剂库等植物活体收藏。

## 教育

### 学校
2021年，全市共有超过45所各级各类学校，其中包括26所幼儿园至小学（其中包括一所意英双语学校）、8所初中和11所高中。其中一些拥有数百年的历史，如乌戈·福斯科洛古典中学，最初于1557年由巴尔纳伯会修士在卡内帕诺瓦圣母修道院附近创立，或是1799年成立的师范学校的继承者托尔夸托·塔拉梅里科学中学。

### 大学，学院和其他机构
帕维亚是意大利一个主要的大学城，有几所学院、大学和学院，包括古老的帕维亚大学。以下是位于该市的主要机构的不完整列表：

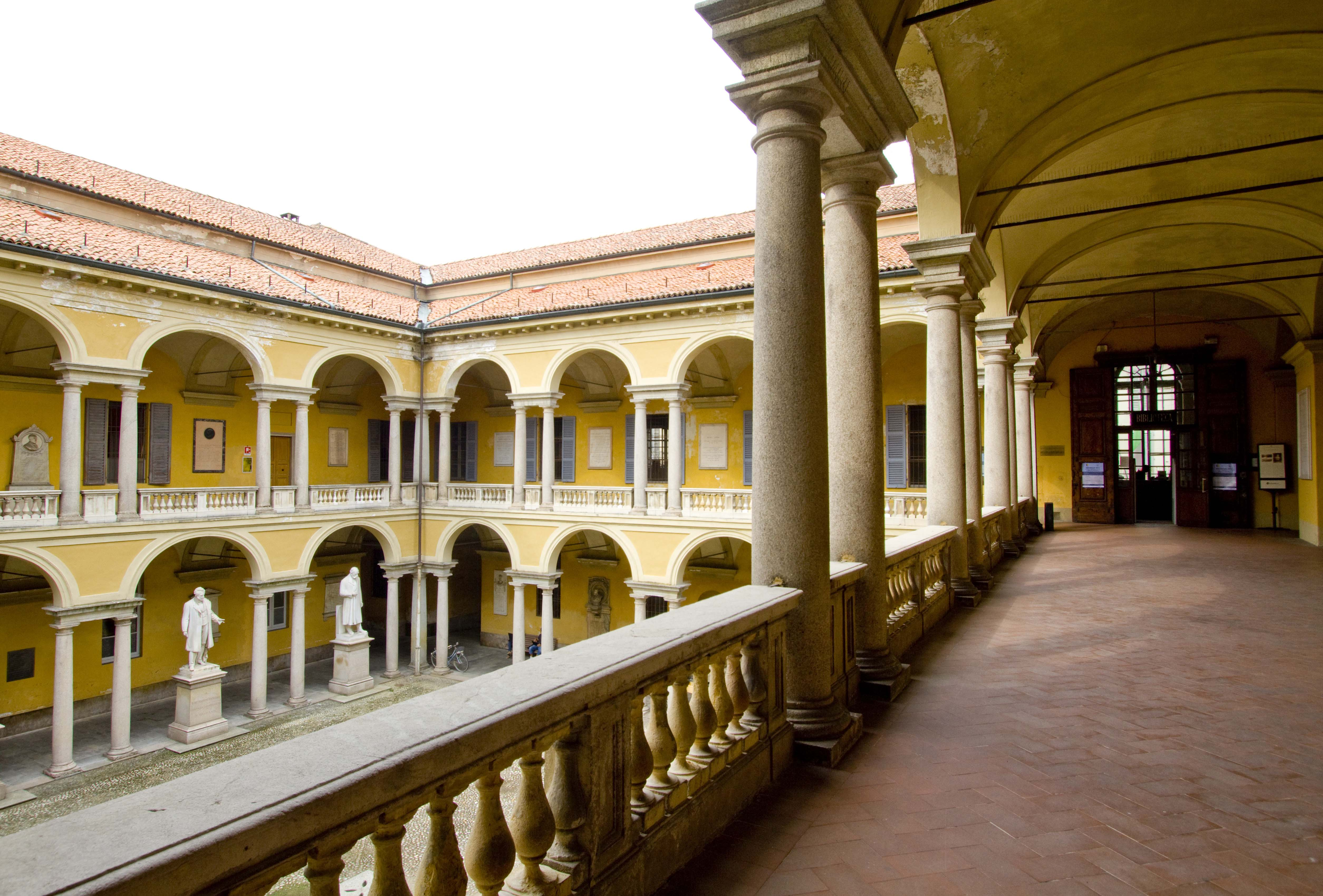
帕维亚大学老校区的庭院

帕维亚大学是欧洲最古老的大学之一，成立于1361年，尽管825年有一所修辞学学校的记录，使该中心可能是欧洲最早的大学原型。老校区是一个由15至19世纪的十二个庭院组成的宽阔街区。冷静的外观从巴洛克风格转变为新古典主义风格。大楼梯、福斯科洛课堂、伏打课堂、斯卡尔帕课堂和大课堂也是新古典主义的。伟大灵魂庭院收藏了一些最重要的学者和校友的雕像。伏打庭院有14至16世纪学者的古代埋葬纪念碑和墓碑（大多数来自被拆除的教堂）。玉兰树庭院有一个古老的深坑。卢多维科庭院有一个文艺复兴时期的凉廊和陶瓦装饰。这两个庭院以及另外两个庭院都是古代圣马泰奥修道院的修院。帕维亚大学植物园是该大学的植物园。还有帕维亚大学历史博物馆和帕维亚自然历史博物馆。
博罗梅奥学院（意大利语：Almo Collegio Borromeo）由卡洛·博罗梅奥于1561年创立，是北意大利帕维亚大学最古老的学院。
吉斯莱里学院由教皇庇护五世（吉斯莱里是他的原姓）于1567年创立，是帕维亚的第二所古代学院，另一所是博罗梅奥学院，也是意大利最古老的学院之一，也是位于帕维亚高等研究院的联合创始者。吉斯莱里学院是一所拥有450年历史的意大利机构，致力于根据成绩促进大学学习，接待约200名学生（男女），他们就读于帕维亚大学的所有院系，为他们提供后勤和文化机会，如奖学金、讲座、会议、10万册图书馆（北意大利私人图书馆中排名第三）和外语课程。每年约有30名来自全国各地的新生通过公开竞赛选出。学院自18世纪以来一直由世俗管理，如今在意大利共和国总统的大力支持下，它被意大利教育和大学部列为高资格机构之一。
帕维亚高等研究院（IUSS Pavia）是位于意大利帕维亚的一所高等教育机构。它由帕维亚大学、博罗梅奥学院和吉斯莱里学院于1997年在意大利教育部长的支持下成立。它是参照比萨高等师范学校的模式设计的，将帕维亚的五个学院重新组合在一起，形成了帕维亚学习体系。

## 医疗
尽管至少从8世纪开始，该市就出现了用于接待和治疗病人和旅行者的古代医院，但为整个城市服务的第一家帕维亚医院（有记录的痕迹）是伯利恒圣母医院（1130年证实）和圣拉扎罗医院（1157年），它们已经运营了几个世纪。1449年后，他们将主要职责移交给圣马泰奥综合医院，该医院成为帕维亚最重要的机构之一。圣马特奥综合医院仍然保留着对圣马特奥的古老奉献精神，其全名是IRCCS圣马泰奥综合医院基金会。
除了圣马泰奥综合医院外，帕维亚还有五家医院，包括公立和附属医院、专科医院或综合医院，涵盖了国家协议规定的疾病。来自其他地区的患者经常求助于他们。在这些医院中，有几家属于科学住院和治疗机构类别，即所谓的IRCCS。在专科医院中有卡西米罗·蒙迪诺国家神经研究所和毛杰里科学临床研究所，而在综合医院中，最重要的是帕维亚市护理研究所和圣玛格丽塔康复与护理研究所。

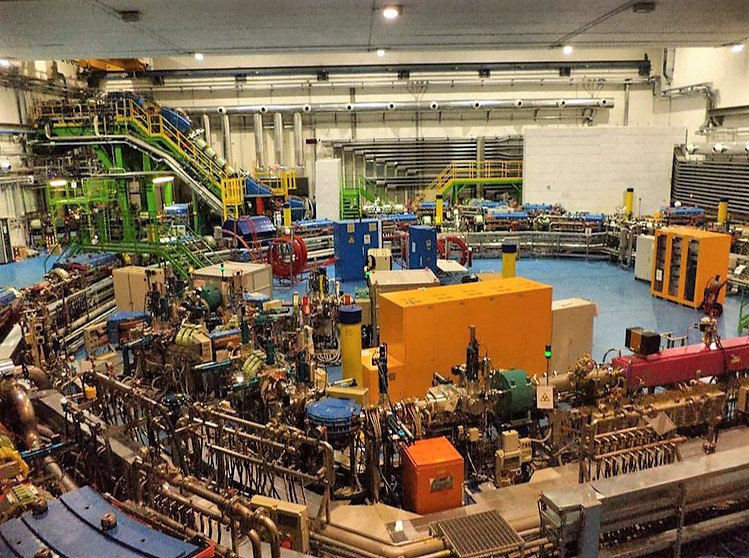
CNAO的同步加速器

此外，帕维亚还拥有国家男性肿瘤治疗中心（CNAO基金会），这是意大利（世界上第四个建立该中心的国家）第一家医院和临床及放射生物学研究中心。它由卫生部于2010年成立，专门通过使用粒子疗法治疗耐辐射肿瘤。该中心还开展科学研究，以确定对抗癌症的有效工具。
CNAO使用同步加速器，其中粒子在两个源中产生，这些粒子由线性加速器预加速并被发送到注入管线，以转移到同步加速器环中，在那里它们被进一步加速和提取。

## 交通
帕维亚火车站于1862年开放，是米兰-热那亚铁路的一部分，也是四条次级铁路的终点站，连接帕维亚与亚历山德里亚、曼托瓦、韦尔切利和斯特拉代拉。
帕维亚还通过米兰城铁服务的S13线与米兰相连，每30分钟有一班火车。帕维亚加里波第站是帕维亚-曼托瓦铁路上的一个小火车站。

## 姊妹城市
帕维亚的姊妹城市包括：
- 阿亚梅
- 法國贝桑松
- 巴勒斯坦伯利恒
- 德国黑尔斯布鲁克
- 德国希尔德斯海姆
- 立陶宛维尔纽斯
- 希腊扎金索斯

## 名人
- 乔瓦尼·安东尼奥·阿马德奥，雕塑家和建筑师
- 卡特莉娜·阿桑德拉，作曲家，本笃会修女
- 帕维亚的贝尔贝洛，画家
- 费德里科·布迪索，游泳运动员
- 阿尔贝托·卡帕尼（1956-2020），歌手
- 吉罗拉莫·卡尔达诺，科学家
- 路易吉·罗贝奇·布里凯蒂（1855-1926），探险家、地理学家、制图师和博物学家
- 安德雷亚·罗切利（1983–2014），自由摄影记者
- 腓特烈五世，施瓦本公爵
- 若望十四世，教宗
- 路易吉·克雷莫纳，数学家
- 亚历山德罗·罗拉（1757-1841），中提琴和小提琴演奏家，作曲家
- 克雷莫拉的利乌特普兰德，历史学家，克雷莫纳主教
- 毛罗·鲁斯科尼（1776-1849），物理学家和动物学家
- 皮尔·弗朗切斯科·萨基（Pier Francesco Sacchi，1512-1520年活跃），画家
- 比安卡·玛丽亚·斯福尔扎（1472-1510），德国和意大利女王，神圣罗马帝国皇后
- 弗朗切斯科·玛丽亚·斯福尔扎（1491年1月30日-1512年），贵族
- 伊波利塔·玛丽亚·斯福尔扎（1493年1月26日-1501年），贵妇
- 朱塞佩·西莫尼（1944-），生物学家和科学家
- 乔瓦尼·斯佩尔蒂尼（1821-1895），雕塑家
- 乔瓦尼·马尔凯塞·迪·普罗维拉，神圣罗马帝国军人
- 乔瓦尼·巴蒂斯塔·特拉维索（1878–1955），真菌学家和植物病理学家
- 卡罗琳娜·特龙科尼（1913-2008），体操运动员
- 伊内斯·韦尔切西（1916-1997），体操运动员
- 丽塔·维塔迪尼，体操运动员
- 杰尔马娜·马拉巴尔巴，体操运动员
- 克拉拉·马兰戈尼，体操运动员
- 玛丽亚·波亚尼·帕尼加蒂，残疾人游泳运动员
- 吉安·加莱亚佐·维斯孔蒂（1351–1402），第一位米兰公爵
- 瓦伦蒂娜·维斯孔蒂（1371-1408），韦尔蒂女伯爵，奥尔良公爵夫人
- 米诺·米拉尼，作家，卡通画家，记者和历史学家
- 兰弗朗克，坎特伯雷大主教
- 曼弗雷迪·里扎，皮划艇运动员

## 擴展閱讀
19世紀出版
- ,  2nd, Coblenz: Karl Baedeker, 1870  [2013-10-18], （原始内容存档于2020-08-05）

- ,  16th, London: John Murray, 1897, OCLC 2231483

20世紀出版
- Edward Hutton, , , New York: Macmillan Co., 1912  [2013-10-18], （原始内容存档于2020-08-14）

- ,  14th, Leipzig: Karl Baedeker, 1913  [2013-10-18], （原始内容存档于2020-08-09）

- Egerton R. Williams Jr., , , London: Smith, Elder & Co., 1914  [2013-10-18], （原始内容存档于2020-03-25）

## 外部連結
- Pavia Touristic Promotion
- Pavia Touristic Portal （页面存档备份，存于）
- Oltrepò pavese
- Pavia pictures
- Images of Pavia （页面存档备份，存于）
- Weather in Pavia （页面存档备份，存于）
- Pavia on The Campanile Project